# Acorazado

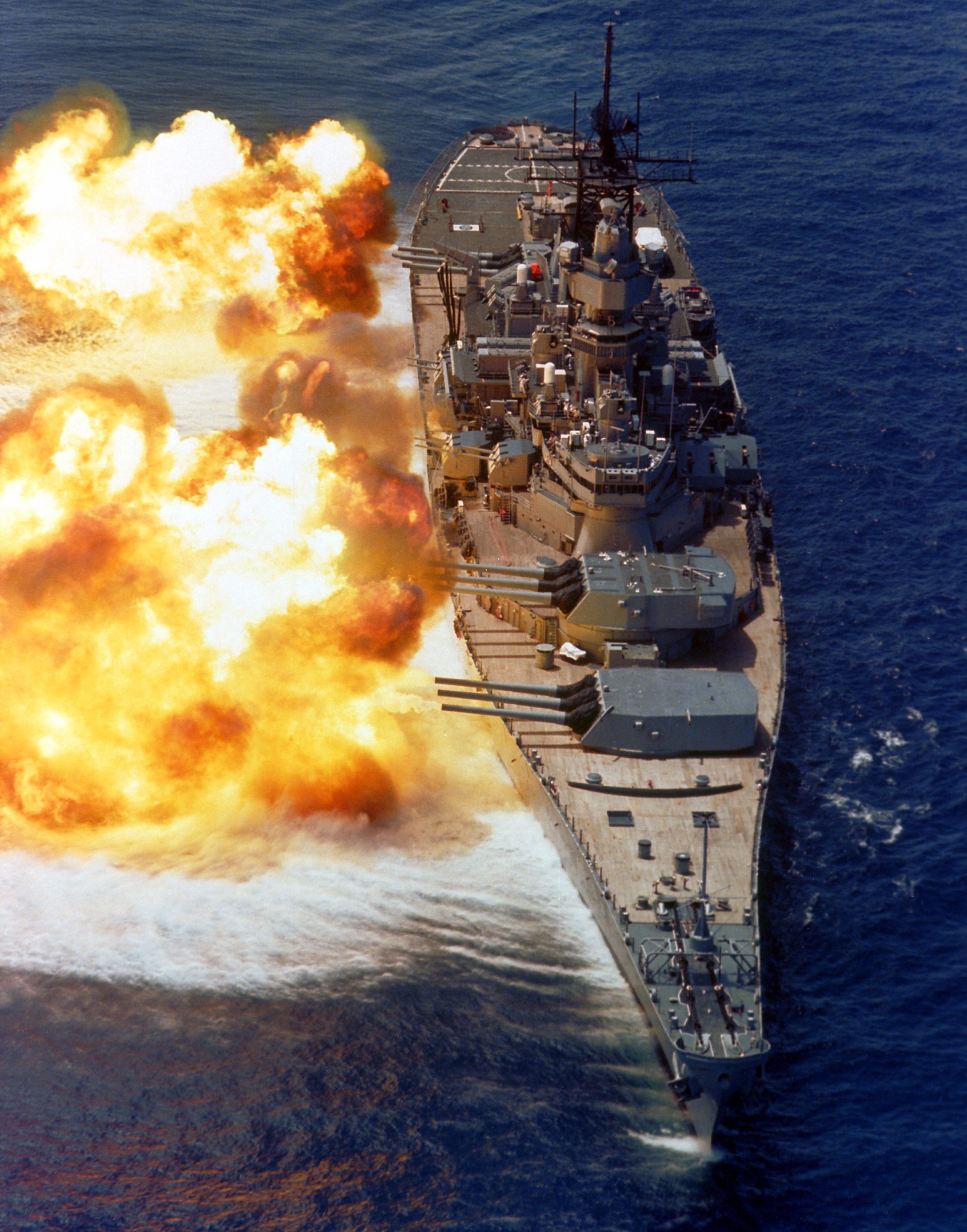
El acorazado estadounidense USS Iowa haciendo una demostración de potencia de fuego en 1984 con el disparo de una andanada completa de todas las piezas de artillería, incluidos sus nueve cañones de 406 mm.

Un acorazado es un buque de guerra de gran tonelaje, fuertemente blindado y artillado con una batería principal compuesta por cañones de gran calibre. Los acorazados son más grandes y están mejor armados y blindados que los cruceros y los destructores. Fueron los barcos de guerra más grandes de las flotas, representantes de la cúspide del poder naval de una nación, entre 1875 y la Segunda Guerra Mundial (1939-1945). Su finalidad era lograr la supremacía marítima, pero con la potenciación del poder aéreo y el desarrollo de misiles guiados sus grandes cañones dejaron de ser determinantes para la superioridad naval y los acorazados cayeron en desuso.
El diseño de los acorazados evolucionó para estar siempre en vanguardia con la incorporación y la adaptación de los avances tecnológicos. El término «acorazado» comenzó a usarse en la década de 1880 para definir un tipo de buque de guerra blindado con placas metálicas, los ironclad, que hoy son conocidos por los historiadores navales como acorazados pre-dreadnought. En 1906 la botadura del acorazado británico HMS Dreadnought inició una revolución en el diseño de este tipo de buques, y los acorazados inspirados por este barco comenzaron a llamarse dreadnoughts.
Los acorazados fueron un símbolo de dominio naval y de sentimiento nacional, y durante décadas también un factor importante tanto en la diplomacia como en la estrategia militar. A fines del siglo XIX y principios del XX tuvo lugar una carrera de armamento naval con la construcción de acorazados, exacerbada por la revolución del Dreadnought, que acabaría siendo una de las causas de la Primera Guerra Mundial. En el transcurso de este conflicto la batalla de Jutlandia supuso el mayor choque de flotas de batalla compuestas por acorazados. Los tratados navales de las décadas de 1920 y 1930 limitaron el número de acorazados, pero no acabaron con la evolución en su diseño. Los poderes del Eje y los Aliados desplegaron tanto acorazados antiguos como de reciente construcción durante la Segunda Guerra Mundial.
La valía de los acorazados ha sido cuestionada, incluso en su período de apogeo. A pesar de los inmensos recursos empleados en la creación de acorazados y de su enorme potencia de fuego y blindaje, hubo muy pocos enfrentamientos entre ellos y demostraron ser cada vez más vulnerables a naves y armas más pequeñas y baratas: primero los torpedos y las minas marinas, y después los aviones y misiles guiados. La creciente distancia de los enfrentamientos navales llevó a que los portaaviones remplazaran a los acorazados como buques principales de combate durante la Segunda Guerra Mundial, y el último acorazado, el británico HMS Vanguard, fue botado en 1944. La armada de los Estados Unidos mantuvo en servicio varios acorazados durante la Guerra Fría para funciones de soporte artillero y los últimos de estos, el USS Wisconsin y el USS Missouri, fueron dados de baja en 1991 y 1992, respectivamente.

## Navíos de línea

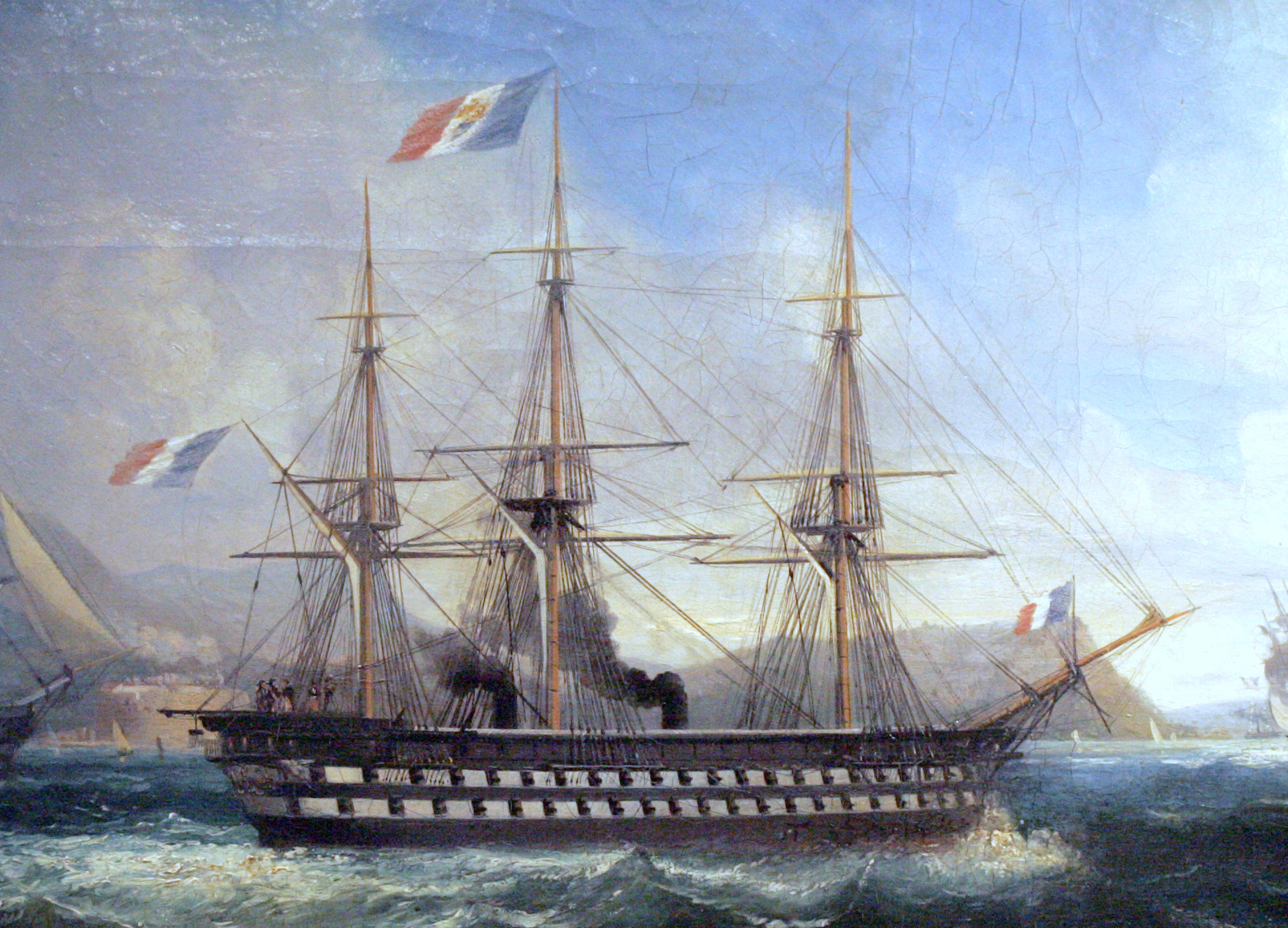
El navío de línea francés Napoleón (1852), primer buque de guerra con máquinas de vapor.

Los navíos de línea fueron grandes veleros de madera sin blindaje y que montaban baterías de hasta 120 cañones de ánima lisa y carronadas. Eran producto de la evolución gradual de un diseño básico que databa del siglo XV, y que aparte de crecer en tamaño habían cambiado muy poco entre la adopción de las tácticas de línea de batalla a comienzos del siglo XVII y la década de 1830. Un navío de línea podía hundir cualquier barco de madera disparando andanadas desde sus numerosos cañones y destrozando su casco y sus mástiles y matando a su tripulación. Sin embargo, los cañones tenían un alcance muy limitado, de tan solo unos cientos de metros, por lo que sus tácticas de batallas dependían en gran medida del viento.
El primer gran cambio en el concepto de navío de línea fue la introducción de la máquina de vapor como sistema de propulsión auxiliar. Las máquinas de vapor fueron introducidas gradualmente en las armadas a lo largo de la primera mitad del siglo XIX, inicialmente en pequeñas embarcaciones y después en fragatas. La Marina Francesa introdujo el vapor en la línea de batalla con el navío de 90 cañones Napoleón en 1850, el primer buque de guerra con máquinas de vapor. El Napoleón fue armado como un navío de línea convencional, pero sus máquinas de vapor le proporcionaban una velocidad de 12 nudos (22 km/h) independientemente del viento, lo que suponía una potencial ventaja decisiva en un combate naval. La introducción del vapor aceleró el crecimiento en tamaño de los buques de guerra. Francia y el Reino Unido fueron los únicos países en crear flotas de buques de guerra de madera con hélices, mientras que otros países solo pusieron en servicio unos cuantos buques de este tipo, caso de Rusia, Turquía o Suecia.

## Buques blindados

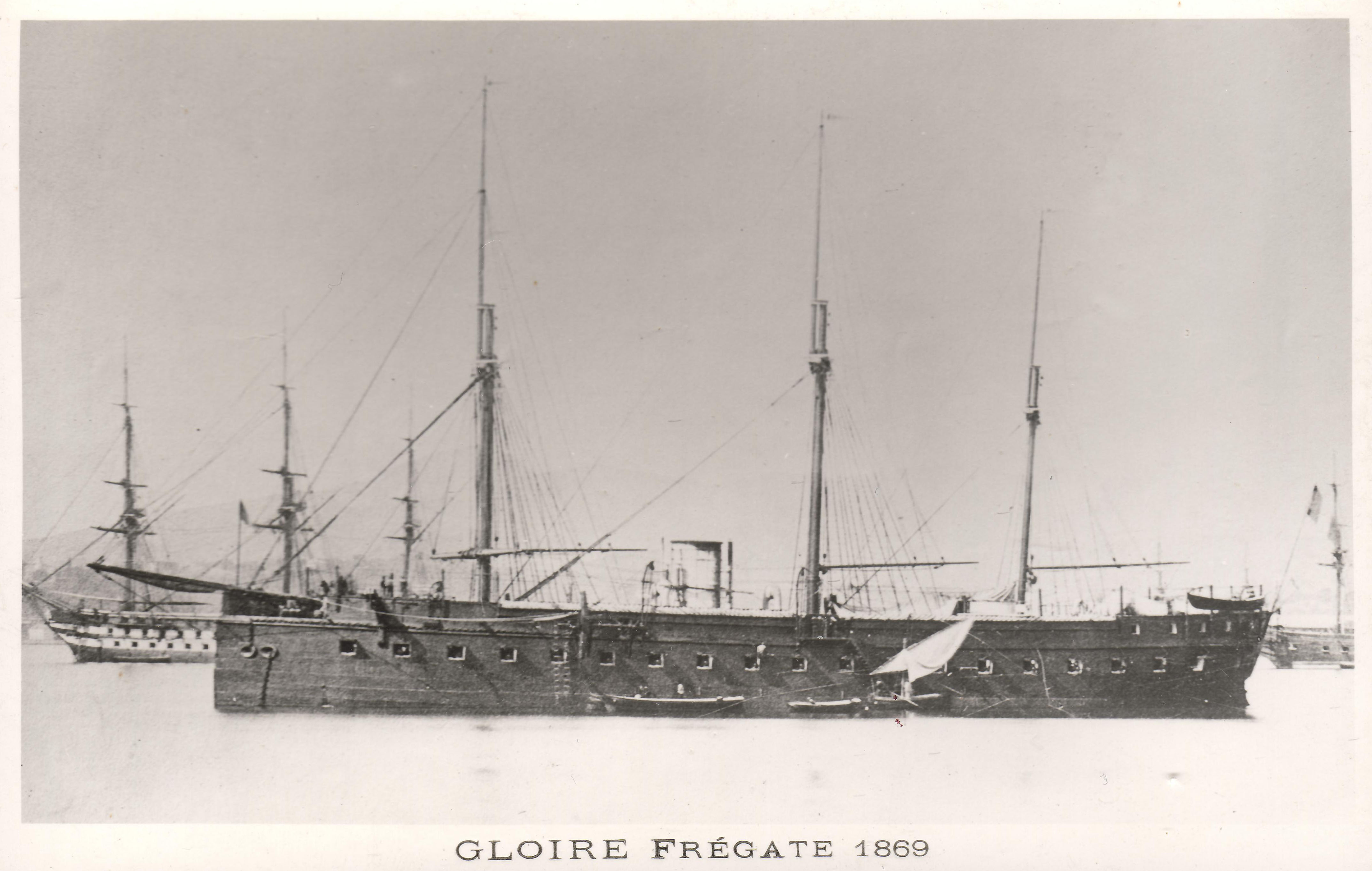
El francés La Gloire (1859), primer buque de guerra ironclad oceánico.

La incorporación de las máquinas de vapor fue solo uno de los avances tecnológicos que revolucionaron el diseño de los buques de guerra en el siglo XIX. El navío de línea fue superado por el ironclad, un tipo de buque impulsado a vapor, protegido por blindaje metálico y armado con cañones que disparaban obuses de alto poder explosivo. 

### Obuses explosivos
Los cañones que disparaban obuses explosivos o incendiarios eran una gran amenaza para los barcos de madera. Estas armas se generalizaron tras la introducción de cañones de 203 mm como parte del armamento estándar de los navíos de línea de las armadas francesa y norteamericana en 1841. En la guerra de Crimea (1853-1856) seis navíos de línea y dos fragatas de la Flota del Mar Negro rusa destruyeron siete fragatas y dos corbetas turcas con obuses explosivos en la batalla de Sinope (1853). Más tarde en ese mismo conflicto, en 1855, las baterías flotantes ironclad francesas usaron armas similares contra las defensas en la batalla de Kinburn.
Sin embargo, los buques con casco de madera resistieron relativamente bien el impacto de estos proyectiles, como se vio en la batalla de Lissa (1866), en la que el moderno vapor austríaco de doble cubierta Kaiser embistió a un ironclad italiano en el transcurso de un confuso combate y recibió ochenta impactos, la mayoría de proyectiles, pero al menos uno de obús de 136 kg a muy poca distancia. A pesar de perder su bauprés y su trinquete y ser incendiado, al día siguiente estaba de nuevo listo para la acción.

### Casco y blindaje de hierro

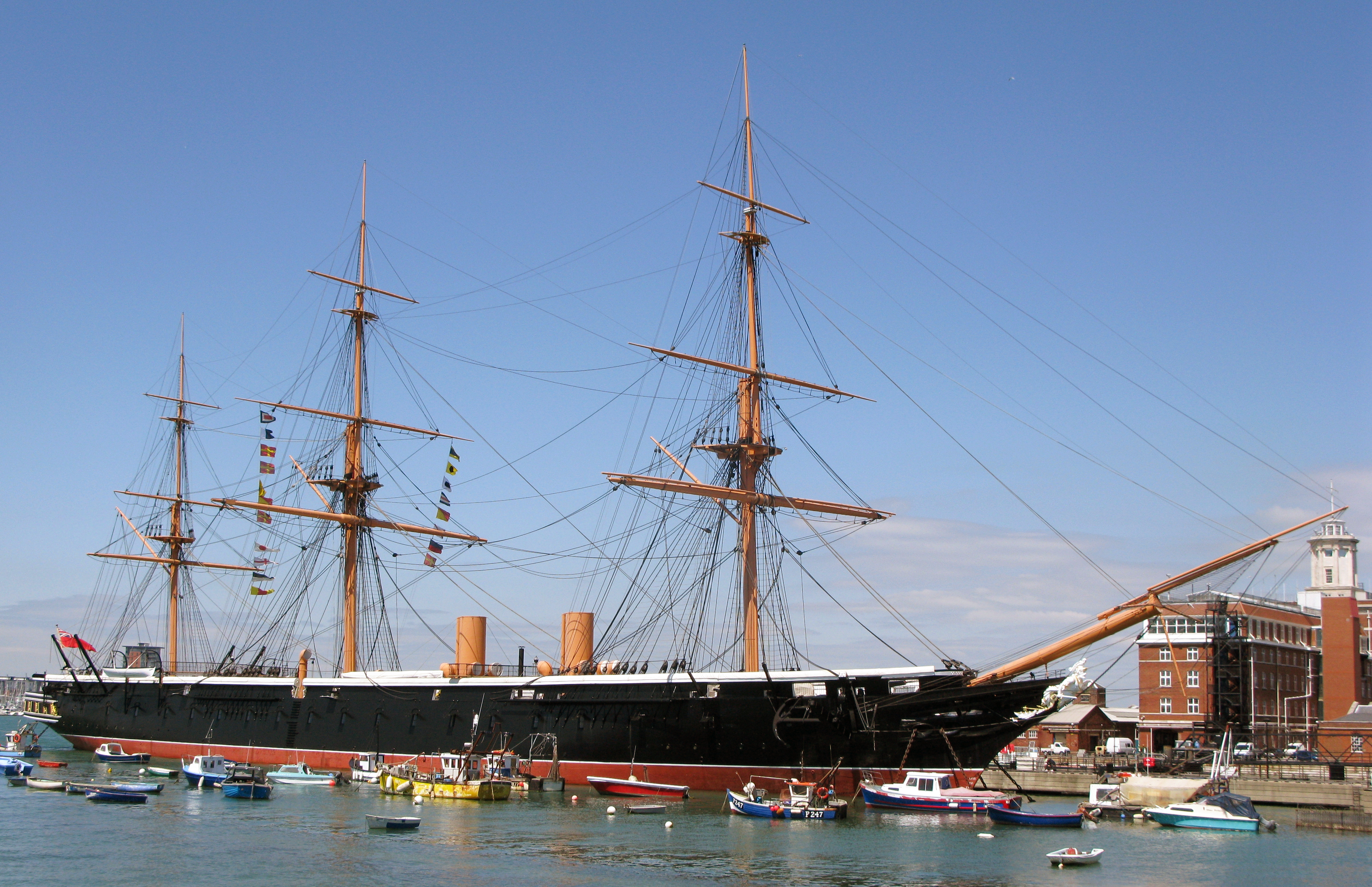
El Warrior (1860), primer buque de guerra oceánico de la Real Armada Británica con casco de hierro.

El desarrollo de obuses de alto poder explosivo hizo necesario el uso de blindaje metálico en los buques de guerra. En 1859 Francia botó La Gloire, el primer buque de guerra ironclad oceánico. Tenía perfil de navío de línea y una única cubierta para reducir su desplazamiento. A pesar de estar hecho de madera y depender de sus velas para la mayoría de viajes, el La Gloire fue equipado con hélices y su casco de madera estaba cubierto por un grueso blindaje de planchas de hierro. Este buque obligó a la Real Armada Británica a innovar, ansiosa por evitar que Francia tomara ventaja tecnológica.

Solo catorce meses después de La Gloire los británicos botaron la fragata Warrior, con armamento superior, tras lo que ambas naciones se embarcaron en un programa de construcción de nuevos ironclad y de conversión de navíos de línea con hélices en fragatas acorazadas. En dos años Italia, Austria, España y Rusia habían ordenado la construcción de buques de guerra ironclad, y para cuando se produjo el famoso combate entre el USS Monitor y el CSS Virginia en la batalla de Hampton Roads en 1862 al menos ocho países tenían buques ironclad.

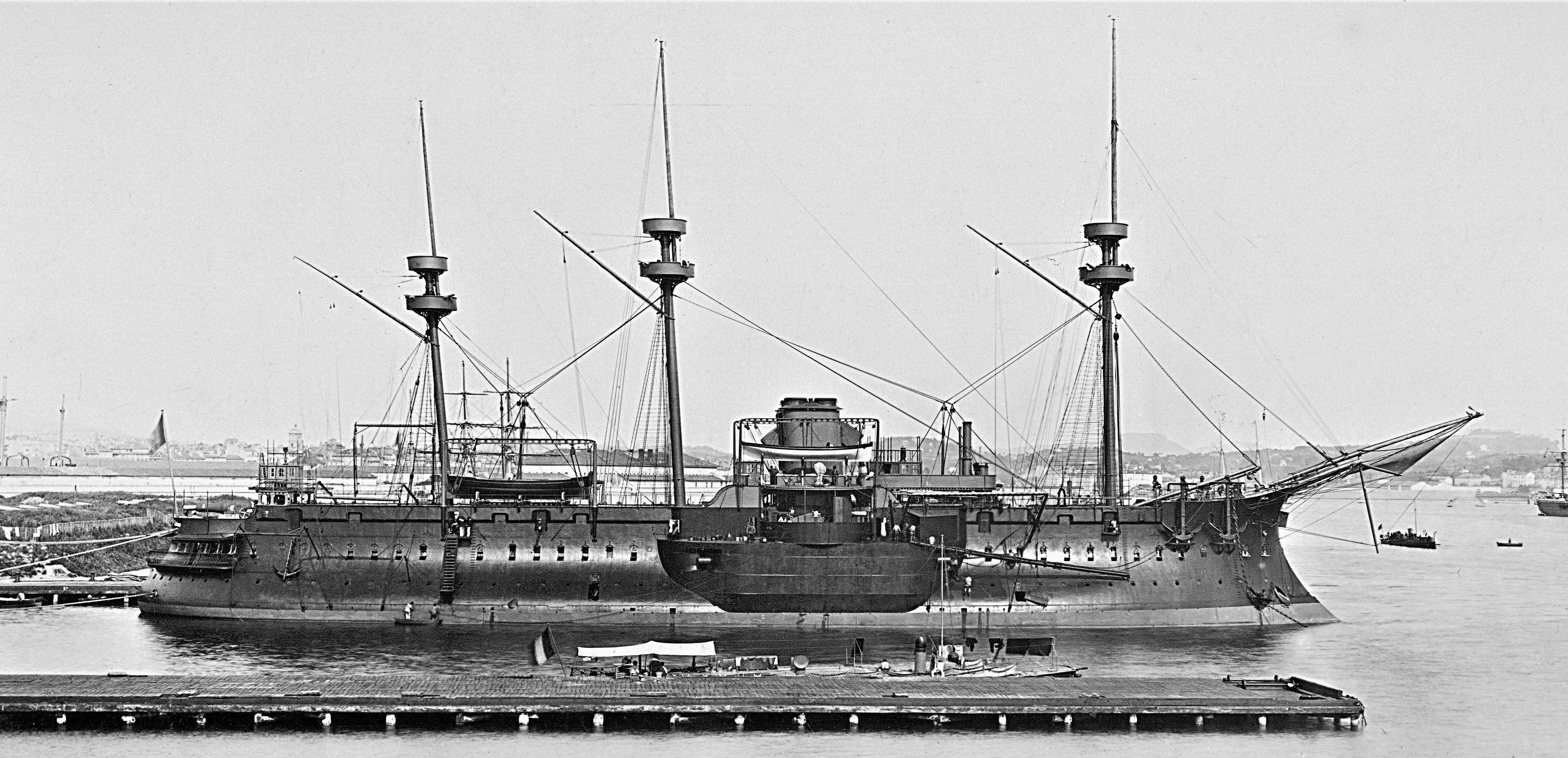
El francés Redoutable (1876), primer buque de guerra en usar el acero como principal material de construcción.

Las armadas experimentaron con la disposición de los cañones en torretas (como el USS Monitor), en baterías centrales y en barbetas, o con el espolón como arma principal. Las máquinas de vapor seguían evolucionando y los mástiles fueron gradualmente retirados del diseño de los barcos de guerra. A mediados de la década de 1870 el acero ya era utilizado como material de construcción junto con el hierro y la madera. El Redoutable de la marina francesa, puesto en grada en 1873 y botado en 1876, fue un buque con batería central y barbeta que se convirtió en la primera nave militar en el mundo en usar el acero como principal material de construcción.

## Acorazadospre-dreadnought

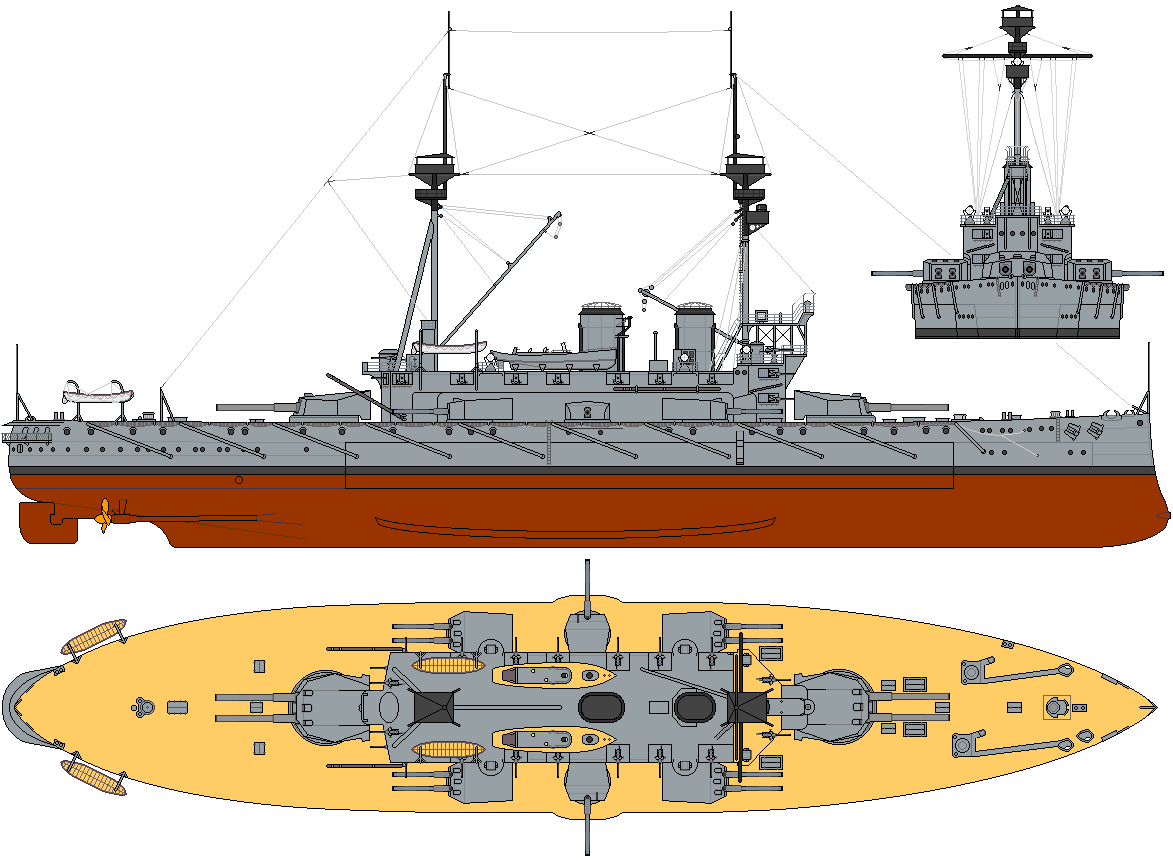
Diagrama del HMS Agamemnon (1908), típico pre-dreadnought tardío.

El término «acorazado» fue oficialmente adoptado por la Real Armada británica en la reclasificación de 1892. En esa década el diseño de acorazados iba adquiriendo características similares, las del tipo que hoy se conoce como «acorazados pre-dreadnought». Eran buques sin velas, fuertemente blindados y con baterías heterogéneas de cañones en torretas. La clase típica de acorazados de la era pre-dreadnought desplazaba entre 15 000 y 17 000 toneladas, alcanzaba una velocidad de 16 nudos (30 km/h) y portaba un armamento principal de cuatro cañones de 305 mm en dos torretas, una a proa y otra a popa, y una batería secundaria de diversos calibres dispuesta hacia el centro del buque, en torno a la superestructura.
Los cañones de 305 mm de disparo lento fueron las armas principales para el combate acorazado contra acorazado. Las baterías secundaria e intermedia tenían dos roles. Contra grandes buques se empleaba una lluvia de fuego de las rápidas armas secundarias para infligir daños a las superestructuras y distraer a los artilleros enemigos, algo útil contra barcos más pequeños como los cruceros. Los cañones más pequeños, de menos de 5,5 kg, estaban reservados para proteger al acorazado de la amenaza de ataques con torpedos por parte de destructores y buques torpederos.
El comienzo de la era pre-dreadnought coincidió con la reafirmación del poder naval del Reino Unido, que desde mucho tiempo antes dominaba los mares. Los costosos proyectos navales eran criticados por líderes políticos británicos de todas las inclinaciones, pero en 1888 el miedo a la guerra con Francia y el rearme ruso le dio un nuevo impulso a la construcción naval en las islas. El Acta de Defensa Naval británico de 1889 llevó a la puesta en grada de una nueva flota, incluidos ocho nuevos acorazados. Se estableció el principio de que la armada británica debía ser más poderosa que la combinación de los dos siguientes poderes navales, una política destinada a detener la construcción francesa y rusa de acorazados. A pesar de ello, estos dos países ampliaron sus flotas con más y mejores acorazados en la década de 1890.

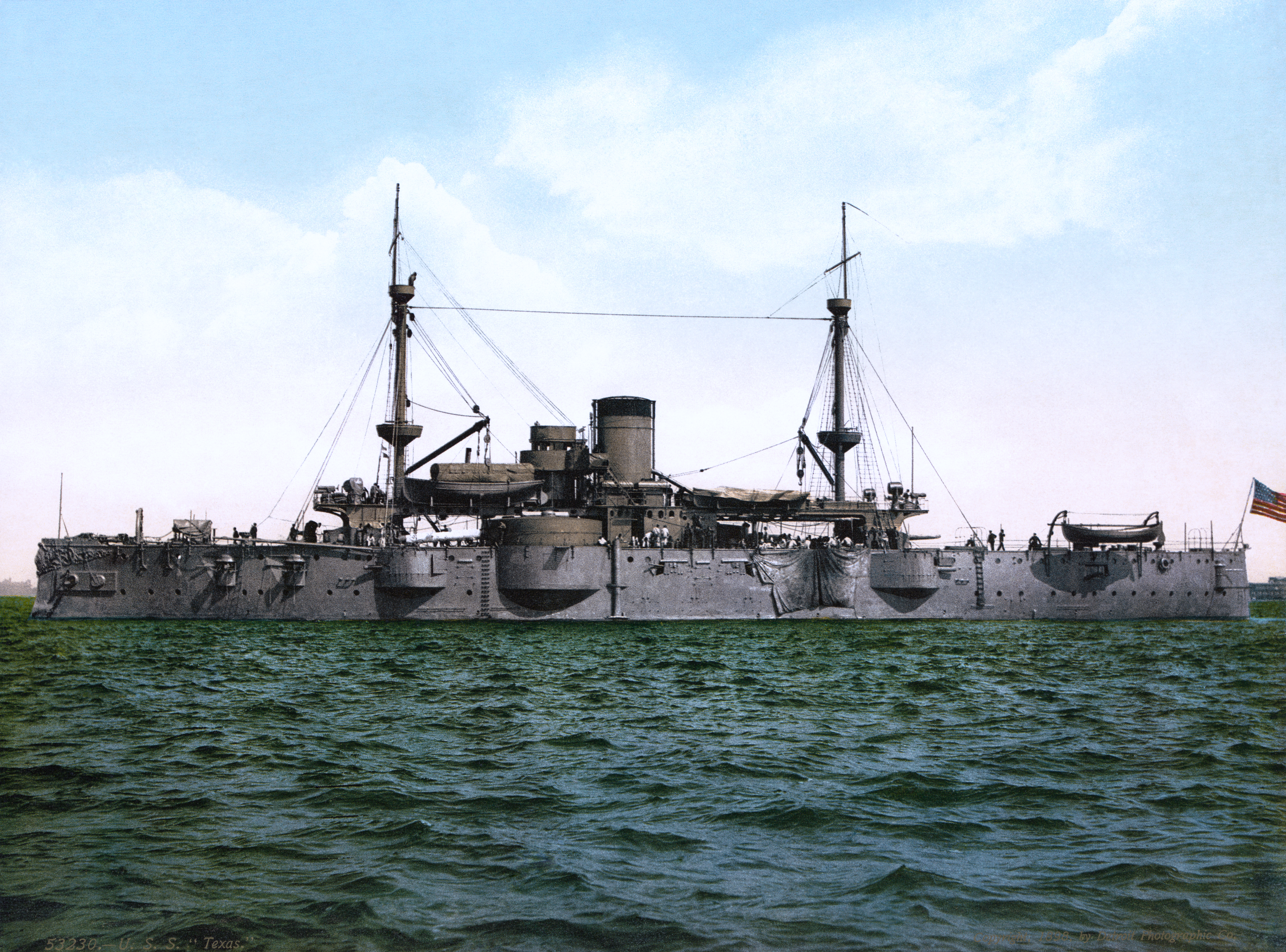
El acorazado pre-dreadnought USS Texas, construido en 1892, fue el primer acorazado de la armada de los Estados Unidos.

En los últimos años del siglo XIX y los primeros del XX la escalada en la construcción de acorazados llevó a una carrera de armamento naval entre el Reino Unido y Alemania. Las leyes navales alemanas impulsadas por Alfred von Tirpitz en 1890 y 1898 autorizaron una flota de treinta y ocho acorazados, una amenaza muy seria para el equilibrio de poder naval. El Reino Unido respondió con más acorazados, pero hacia el final de la era pre-dreadnought la supremacía británica se había debilitado considerablemente. En 1883 el Reino Unido tenía treinta y ocho acorazados, el doble que Francia y casi tantos como todo el resto del mundo, pero en 1897 su dominio era mucho menor debido a la competición con Francia, Alemania y Rusia, así como al desarrollo de flotas de acorazados pre-dreadnought en Italia, Estados Unidos y Japón. Turquía, España, Suecia, Dinamarca, Noruega, los Países Bajos, Chile y Brasil tenían flotas de segunda categoría compuestas por cruceros acorazados, barcos de defensa costera o monitores.
Los pre-dreadnoughts continuaron las innovaciones técnicas de los ironclad y mejoraron las torretas, las planchas de blindaje y las máquinas de vapor, además de introducir tubos lanzatorpedos. Algunos diseños, como las clases estadounidenses Kearsarge y Virginia, experimentaron con baterías intermedias enteramente compuestas por cañones de 203 mm superpuestas a la principal de 305 mm. Los resultados fueron muy pobres, pues los efectos del retroceso y las explosiones de las armas primarias dejaban inutilizables las baterías de 203 mm, a lo que se sumaba la incapacidad de emplear el armamento primario y secundario contra diferentes objetivos, algo que provocaba serias limitaciones tácticas. El ahorro de peso conseguido con estos diseños, razón clave para su implementación, no compensaba la dificultad de su puesta en práctica.

## Eradreadnought

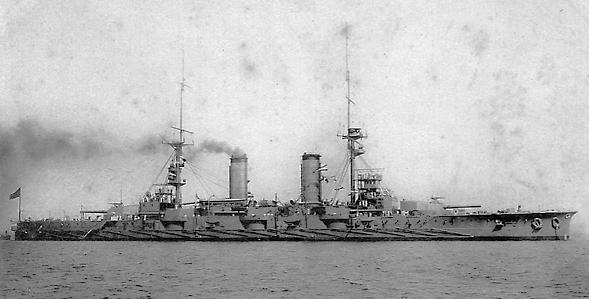
El Satsuma japonés, cuyo diseño preliminar contemplaba una batería homogénea de cañones de 305 mm.

En 1906 la Real Armada Británica botó el revolucionario HMS Dreadnought, cuya construcción y características fueron impulsadas por el almirante John Arbuthnot Fisher. El origen del término Dreadnought, procede de unir los vocablos ingleses dread, "miedo", y nought, "nada" (que se puede traducir literalmente como "nada de miedo"). Este buque dejó obsoletos a todos los acorazados existentes combinando una batería uniforme de diez cañones de 305 mm con un poderoso blindaje de protección y una velocidad sin precedentes, y obligó a las armadas de todo el mundo a evaluar de nuevo sus programas de construcción de acorazados.
Aunque la Armada Imperial Japonesa había botado ya en 1904 un acorazado con una batería principal de poderosos cañones, el Satsuma, y este concepto de dotar a los buques con numerosos cañones de gran potencia se llevaba barajando varios años, todavía no se había puesto a prueba en combate. El Dreadnought espoleó una nueva carrera de armamento naval en todo el mundo y especialmente entre el Reino Unido y Alemania porque esta nueva clase de acorazados se convirtió en un elemento clave de poder nacional.
Tal éxito de popularidad hace que el uso del término dreadnought se use a menudo antes que la propia denominación española de este tipo de buques: «acorazados monocalibre». El desarrollo técnico avanzó rápidamente en la era dreadnought y se dejó ver en todos los aspectos de los buques de guerra: artillería, blindaje y propulsión. Diez años después de la botadura del Dreadnought se estaban construyendo buques mucho más poderosos, los super-dreadnought.

### Origen

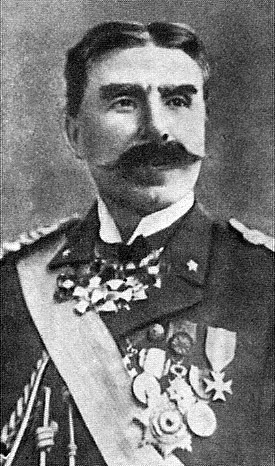
Vittorio Cuniberti.

En los primeros años del siglo XX varias armadas de todo el mundo experimentaron con la idea de un nuevo tipo de acorazado dotado de un armamento uniforme de cañones de gran calibre. El almirante Vittorio Cuniberti, jefe de arquitectura naval de la marina italiana, ya había esbozado el concepto de un acorazado con batería uniforme de poderosos cañones en 1903. Como la Regia Marina no puso en práctica sus ideas, escribió un artículo en el libro de publicación anual Jane's Fighting Ships proponiendo el futuro acorazado británico «ideal»: un gran buque acorazado de 17 000 toneladas, armado con una batería principal de un único calibre (doce cañones de 305 mm), cinturón acorazado de 300 mm y capaz de navegar a 24 nudos.
La guerra ruso-japonesa proporcionó la experiencia operacional para probar este concepto de batería uniforme. En las batallas navales del mar Amarillo (1904) y Tsushima (1905) los acorazados pre-dreadnought intercambiaron salvas a distancias de entre siete y once kilómetros, fuera del alcance de sus baterías secundarias. Aunque estos combates demostraron la importancia de los cañones de 305 mm sobre sus contrapartes de menor calibre, algunos historiadores mantienen la opinión de que las baterías secundarias son tan importantes como los cañones de mayor tamaño.
Los dos primeros acorazados con batería única de cañones de gran calibre fueron puestos en grada en Japón como parte del Programa 1903-04, dotados con ocho cañones de 305 mm. Sin embargo, los diseños contemplaban un blindaje que se consideró demasiado delgado y requirió de un rediseño sustancial. La presión financiera de la guerra ruso-japonesa y los pocos cañones de 305 mm disponibles, pues estos debían ser importados del Reino Unido, obligaron a que estos buques fueran botados con una batería mixta de cañones de 254 y 305 mm. Este diseño de 1903-04 también conservaba las tradicionales máquinas de vapor de triple expansión.
Ya en 1904 John Arbuthnot Fisher, Primer Lord del Almirantazgo de la Marina Real británica, estaba convencido de la necesidad de buques más rápidos y poderosos con armamento único de gran calibre, y lo sucedido en Tsushima le convenció de la necesidad de estandarizar los cañones de 305 mm. A Fisher le preocupaban los submarinos y los destructores equipados con torpedos, que entonces amenazaban con superar el alcance de los cañones de los acorazados, y ello hizo imperativo aumentar la velocidad de los buques principales. La opción preferida de este almirante británico era un concepto creado por él, el crucero de batalla: ligeramente blindado, pero fuertemente armado con ocho cañones de 305 mm y capaz de navegar a 25 nudos (46 km/h) con sus turbinas de vapor.
El HMS Dreadnought británico fue la materialización del nuevo concepto de acorazado y el banco de pruebas de la revolucionaria tecnología. Diseñado en enero de 1905, puesto en grada en octubre de ese año y finalizado en 1906, portaba diez cañones de 305 mm, cinturón blindado de 279 mm y fue el primer gran buque en estar propulsado por turbinas de vapor. Montaba sus cañones en cinco torretas, tres en la línea de crujía (dos hacia popa y una hacia proa) y otras dos a ambos costados en el centro del buque, lo que dotó a este acorazado en el momento de su botadura de un poder de fuego dos veces mayor que cualquier otro buque. Conservaba varios cañones de disparo rápido de 76 mm para ser usados contra buques torpederos y destructores. Su blindaje era lo suficientemente grueso como para combatir cara a cara con cualquier otro barco y salir victorioso.

HMS Dreadnought (1906)
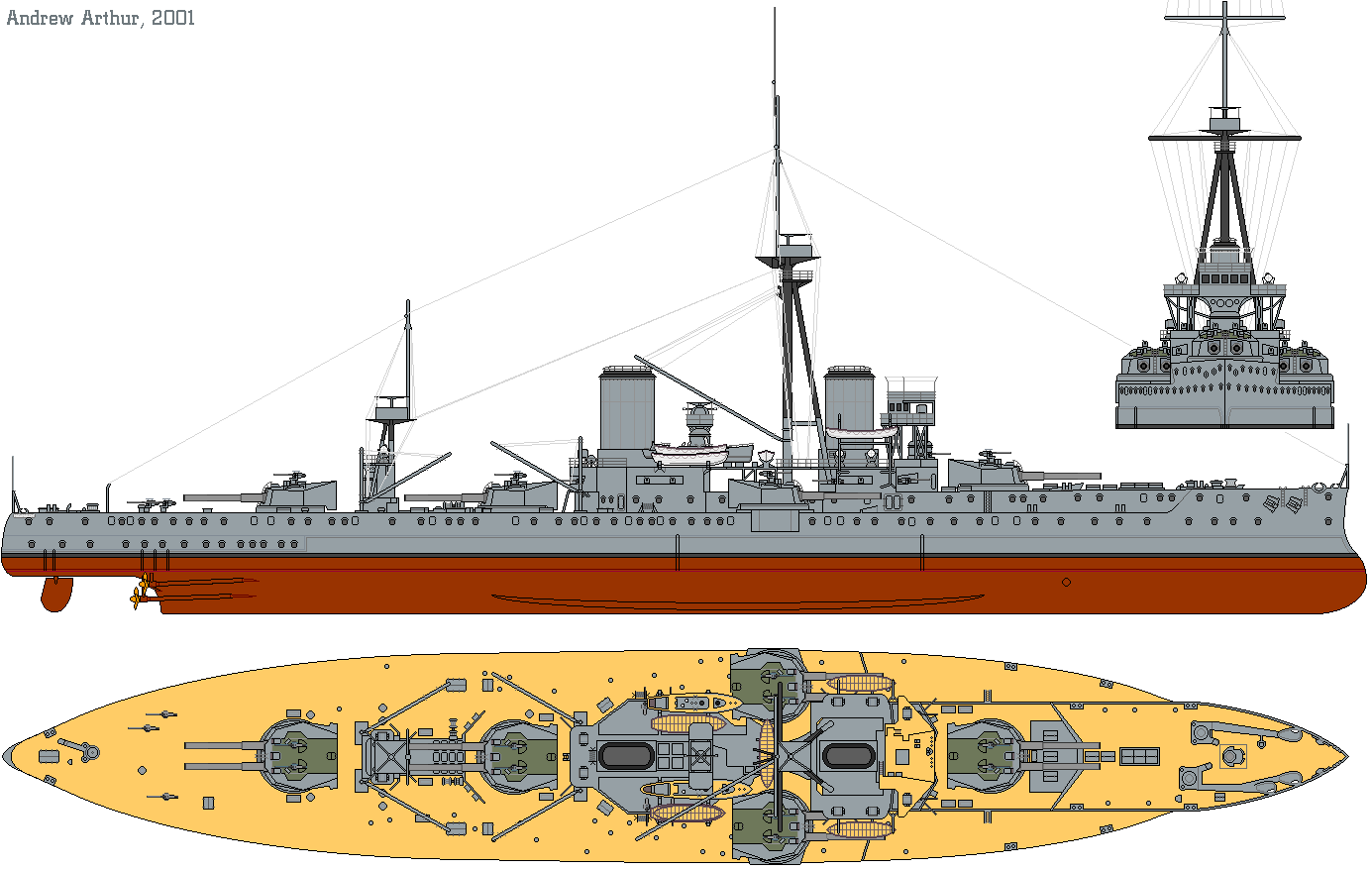
Dibujo de las líneas del acorazado.
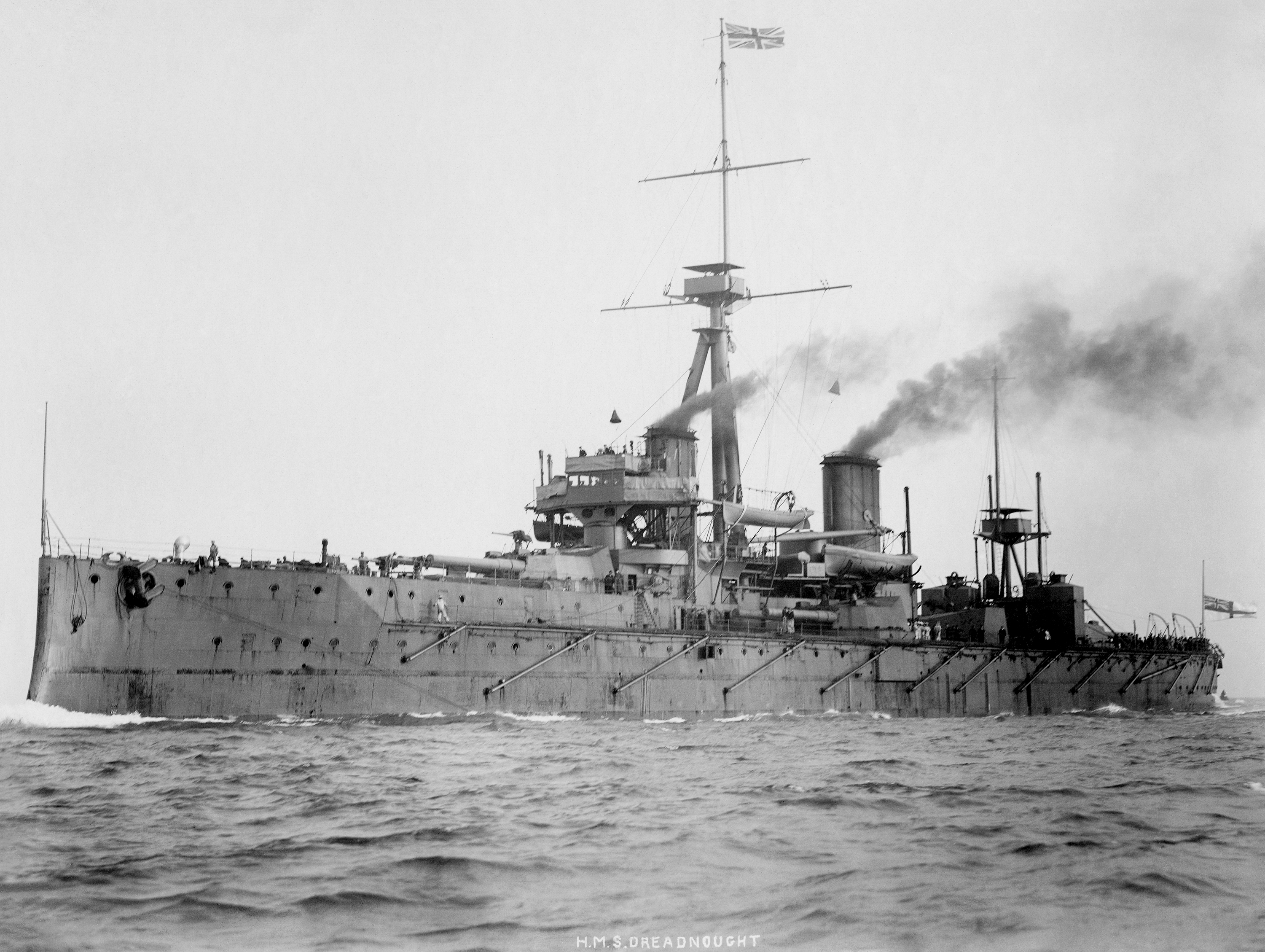
Fotografía del Dreadnought.
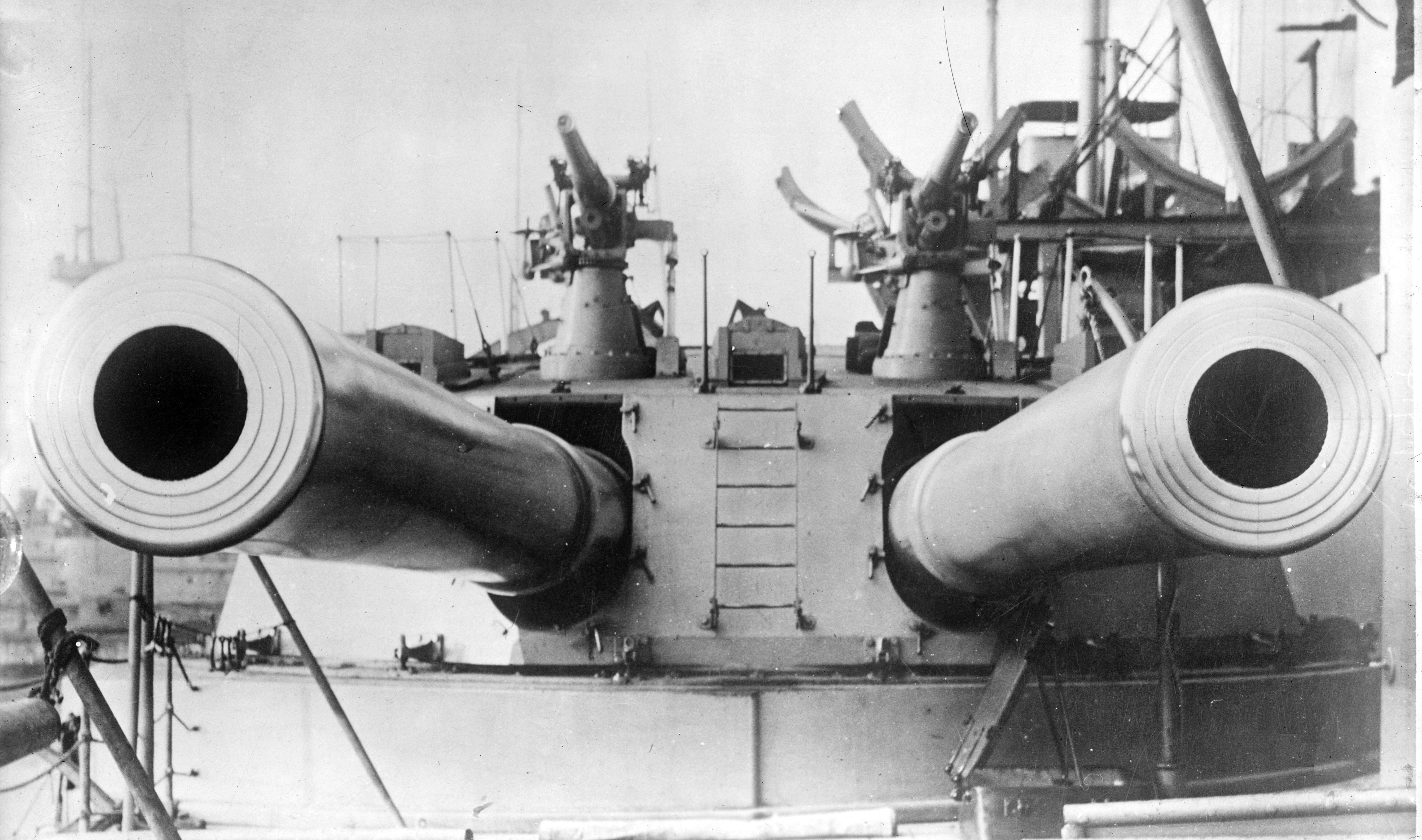
Cañones principales de 305 mm.

Al Dreadnought le tenían que haber seguido tres cruceros de batalla clase Invincible, pero su construcción fue retrasada para incorporar en sus diseños las lecciones aprendidas con el Dreadnought. Aunque Fisher pretendía que este fuera el último acorazado de la Real Armada británica, su diseño fue tan exitoso que se quedó sin apoyos para su plan de convertir toda la armada en una flota de cruceros de batalla. Aunque hubo algunos problemas con el Dreadnought (las torretas voladas de los laterales tenían un limitado radio de tiro, presionaban y dañaban el casco cuando se disparaba una salva completa y la parte más gruesa del cinturón blindado quedaba bajo el agua con el buque a plena carga), la Real Armada británica puso enseguida en servicio otros seis buques de similar diseño de las clases Bellerophon y St. Vincent.

### Carrera de armamento
En 1897, antes de la revolución del Dreadnought, la Real Armada británica tenía sesenta y dos acorazados en servicio o en construcción, veintiséis más que Francia y cincuenta más que Alemania. En 1906 la armada británica dio un paso de gigante en el campo de los acorazados, pero dio inicio a una carrera armamentística de importantísimas consecuencias estratégicas. Todos los grandes poderes navales compitieron por tener sus propios dreadnoughts, pues la posesión de modernos acorazados no solo era vital para una potencia marítima, sino también, como las armas nucleares en la actualidad, representaba el estatus de una nación en el mundo. Alemania, Francia, Rusia, Italia, Austria, Japón y los Estados Unidos comenzaron programas de construcción de dreadnoughts y potencias de segundo orden como Turquía, Argentina, Brasil y Chile encargaron la creación este tipo de acorazados a astilleros británicos y estadounidenses.

## Primera Guerra Mundial

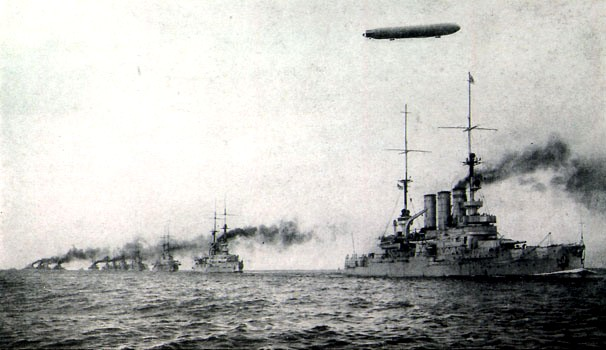
Acorazados tipo dreadnought de la Flota de Alta Mar alemana en 1917.

La Primera Guerra Mundial fue una decepción para las grandes flotas de acorazados dreadnought porque no hubo ningún choque decisivo entre flotas de batalla modernas como en Tsushima. La intervención de acorazados fue marginal, pues los grandes combates de la conflagración global, en Francia y Rusia, fueron terrestres, y la llamada campaña del Atlántico fue una lucha desigual entre los submarinos U-boot alemanes y los barcos mercantes británicos.
Gracias a factores geográficos, la Real Armada británica pudo mantener bloqueada en el mar del Norte a la ya entonces poderosa Flota de Alta Mar alemana, pues los estrechos y canales que daban salida al Atlántico estaban cerrados por fuerzas británicas. Ambas partes eran conscientes de la superioridad numérica de los acorazados dreadnought británicos, por lo que un gran combate entre ambas flotas resultaría en victoria de los británicos. Por ello, la estrategia alemana fue intentar provocar combates favorables a su situación: o bien obligar a combatir en solitario a la Gran Flota o atraer a los británicos a las costas alemanas, donde los campos de minas, buques torpederos y submarinos germanos podrían equilibrar la balanza.

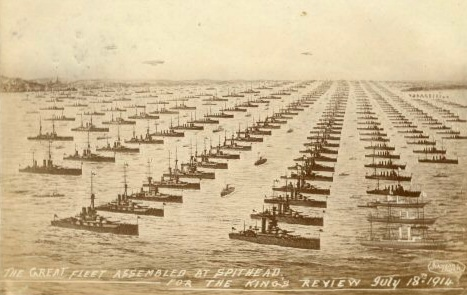
La Gran Flota británica en 1914.

En los dos primeros años de la guerra mundial solo se produjeron pequeñas escaramuzas entre cruceros de batallas, las batallas de la Bahía Heligoland (1914) y del Banco Dogger (1915), así como algunos ataques alemanes a las costas británicas. Sin embargo, el 31 de mayo de 1916 un nuevo intento alemán de atraer algunas unidades de la armada británica acabó en un gran choque entre ambas flotas en la batalla de Jutlandia. Tras varias horas de combate en que los británicos perdieron más barcos y hombres, la flota alemana tuvo que retirarse ante la evidente superioridad numérica de su contendiente y sus comandantes llegaron a la conclusión de no volver a enfrentarse a los británicos en una batalla de flota contra flota.
En el resto de teatros de batalla no hubo grandes combates decisivos, pues en el mar Negro la pugna entre los acorazados rusos y turcos no pasó de escaramuzas. En el mar Báltico las acciones se limitaron a los ataques a convoyes mercantes y la colocación de campos de minas, y el único combate significativo entre escuadrones de acorazados fue la batalla del estrecho de Muhu, en la que los rusos perdieron un acorazado. El mar Adriático fue en cierto sentido un espejo del mar del Norte: la flota austrohúngara de acorazados dreadnought permaneció embotellada por el bloqueo franco-británico. Por último, en el Mediterráneo la acción más destacada realizada por acorazados fue el asalto anfibio a Galípoli.

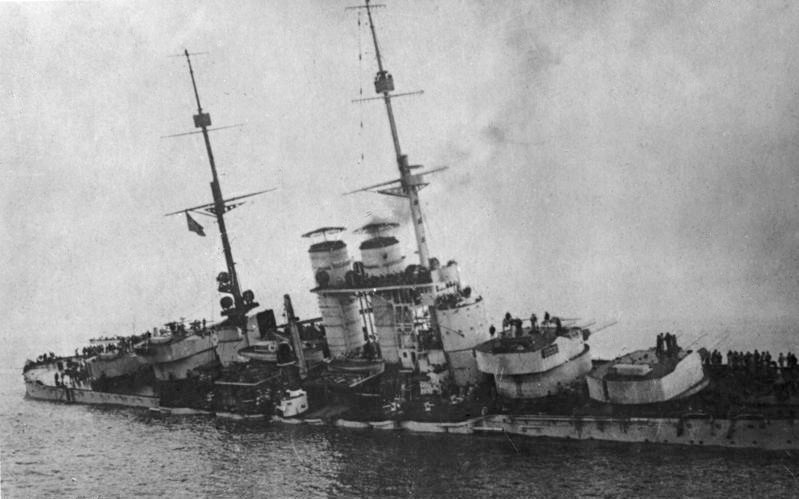
Hundimiento del SMS Szent István el 10 de junio de 1918 tras ser torpedeado por una lancha torpedera italiana.

Esta guerra puso de manifiesto la vulnerabilidad de los acorazados ante unidades más baratas. En septiembre de 1914 la amenaza potencial a los grandes buques que representaban los submarinos alemanes fue confirmada por los exitosos ataques a los cruceros británicos, caso del hundimiento de tres cruceros acorazados británicos por parte del submarino U-9 en menos de una hora. Las minas marinas también probaron su peligro un mes después, cuando el nuevo acorazado súper-dreadnought británico Audacious chocó contra una y se hundió. Para fines de octubre los británicos habían cambiado sus estrategias y tácticas en el mar del Norte con la intención de reducir el riesgo de ataques de U-boot. El plan alemán en la batalla de Jutlandia se basó en parte en los ataques de submarinos a las unidades británicas, y el repliegue germano ante la mayor potencia de fuego del enemigo resultó exitoso gracias a que los cruceros y destructores se aproximaron a los acorazados británicos y les obligaron a alejarse para evitar los torpedos. El peligro de los ataques de submarinos a los acorazados y las bajas sufridas en los cruceros aumentaron la preocupación en la Real Armada británica por la vulnerabilidad de los acorazados.
Por su parte, la Flota de Alta Mar alemana decidió no emprender acciones ofensivas contra los británicos sin la asistencia de submarinos, y una vez que estos fueron requeridos para aumentar los ataques al comercio, la flota hubo de permanecer en puerto todo lo que restaba de guerra. En otros escenarios también se demostró la efectividad de unidades menores en el daño o destrucción de acorazados: el SMS Szent István de la armada austrohúngara fue hundido por lanchas torpederas italianas en junio de 1918 y su buque gemelo, el SMS Viribus Unitis, fue hundido por buzos. Los buques capitales aliados que se perdieron en Galípoli fueron hundidos por minas y torpedos, mientras que el pre-dreadnought turco Messudieh fue capturado en el estrecho de los Dardanelos por un submarino británico.

## Período de entreguerras
Alemania no tuvo acorazados durante muchos años. El armisticio con Alemania firmado tras el fin de la Primera Guerra Mundial requería que toda su Flota de Alta Mar fuera desarmada e internada en un puerto neutral. Ante la dificultad de encontrar tal puerto neutral, los barcos pasaron a la custodia británica y fueron llevados al fondeadero de Scapa Flow, en las islas Orcadas. Aunque el Tratado de Versalles estipulaba que los buques debían ser entregados a los británicos, la mayor parte de ellos fueron echados a pique en Scapa Flow por sus propios tripulantes el día 21 de junio de 1919, poco antes de que Alemania firmara el tratado de paz. El tratado también limitaba el tamaño de la armada germana y le impedía la construcción o posesión de cualquier gran buque de guerra.

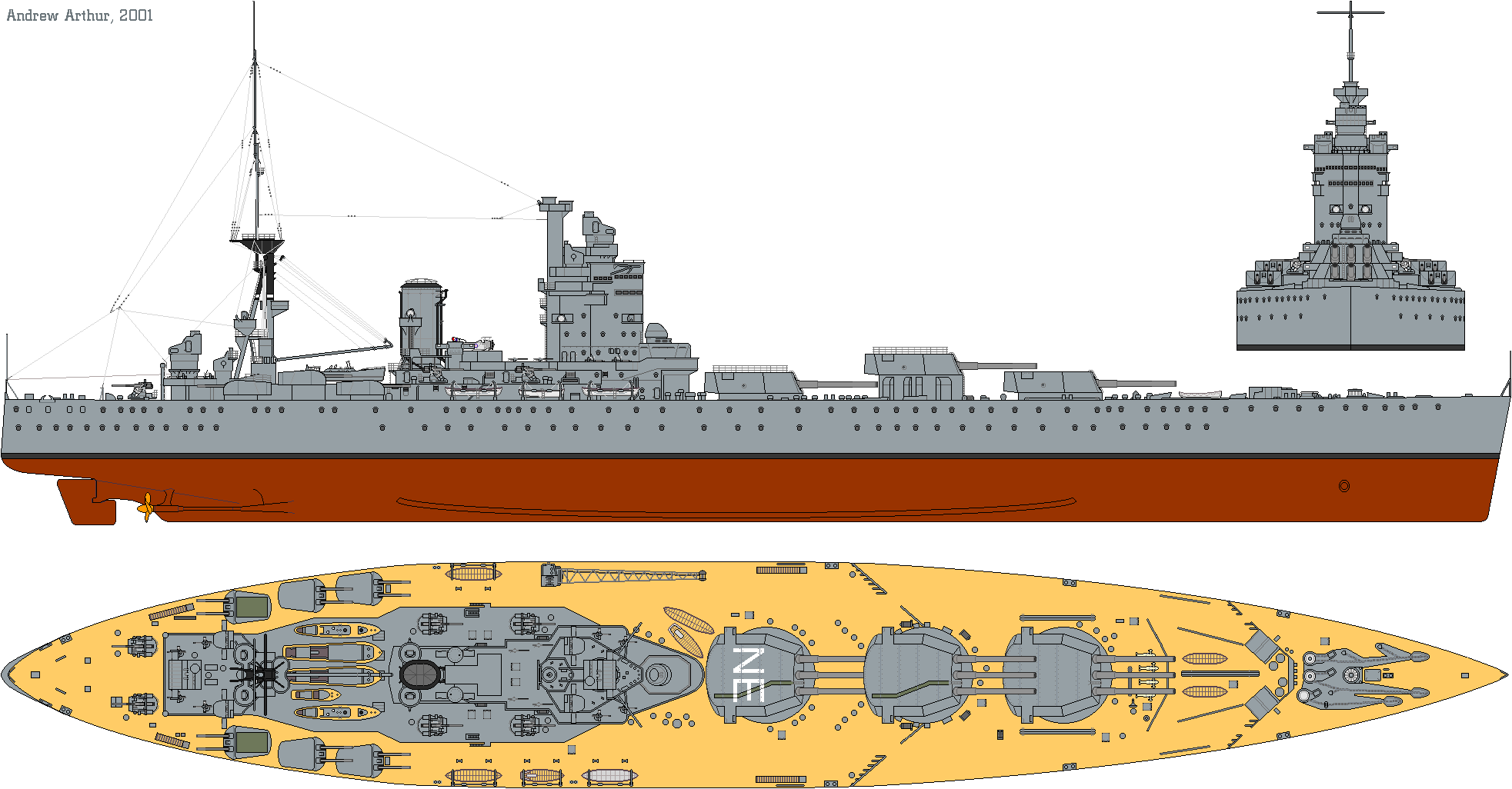
Dibujo del acorazado británico HMS Nelson, puesto en servicio en 1927.

En el período de entreguerras los acorazados estuvieron sujetos a estrictas limitaciones internacionales destinadas a evitar otra costosa carrera de armamento. Aunque los vencedores de la guerra no estaban limitados por ningún tratado, la mayor parte de las grandes potencias marítimas permanecieron paralizadas tras la conflagración. Ante la perspectiva de una carrera de armamentos navales contra el Reino Unido y Japón, que además habría llevado a una posible guerra en el océano Pacífico, los Estados Unidos estaban dispuestos a concluir el Tratado Naval de Washington de 1922. Este tratado limitaba el número y tamaño de los acorazados que podían poseer las grandes naciones y requería al Reino Unido aceptar la paridad con los EE. UU. y abandonar su alianza con Japón. Al tratado de Washington siguieron otros tratados navales, como la Primera Conferencia Naval de Ginebra (1927), el Primer Tratado Naval de Londres (1930), la Segunda Conferencia Naval de Ginebra (1932) y finalmente el Segundo Tratado Naval de Londres (1936), todos destinados a establecer límites al tamaño de los buques capitales. Estos acuerdos quedaron efectivamente obsoletos el 1 de septiembre de 1939 con el estallido de la Segunda Guerra Mundial, pero la clasificación de buques que habían acordado permaneció vigente.
Los tratados también inhibían el desarrollo limitando el desplazamiento máximo de los buques, por lo que proyectos como los acorazados clase N3 británicos, el primero de la clase South Dakota estadounidense y de la clase Kii japonesa (todos los cuales tendían a ser más grandes, mejor armados y blindados) nunca pasaron de la mesa de dibujo. Los buques que fueron botados durante este período fueron conocidos como «acorazados del tratado». Los límites impuestos por los tratados llevaron a que se botaran menos acorazados en las dos décadas que transcurrieron desde una guerra a otra (1919-1939) que desde 1905 a 1914.

### Ascenso del poder aéreo
Ya en 1914 el almirante británico Percy Scott predijo que los acorazados perderían toda su relevancia por culpa de la aviación militar. A fines de la Primera Guerra Mundial los aviones habían adoptado satisfactoriamente el torpedo como arma, y en 1921 el general italiano y teórico del aire Giulio Douhet completó un influyente tratado sobre bombardeo estratégico titulado El comando del Aire, en el que preveía el dominio del poder aéreo sobre las unidades navales.

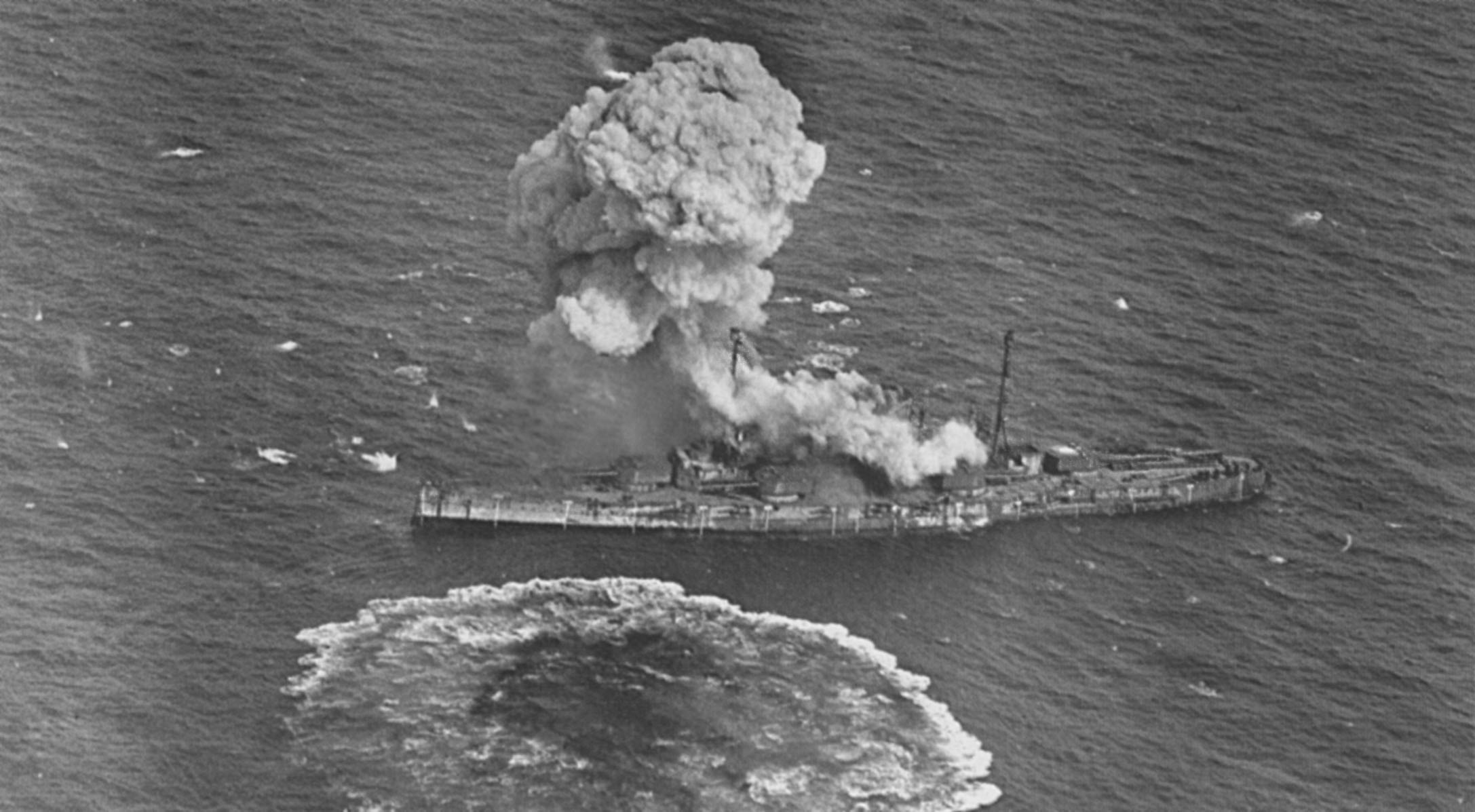
Las pruebas de bombardeo que hundieron el SMS Ostfriesland (1909) en septiembre de 1921.

En los años 1920 el general Billy Mitchell, del Cuerpo Aéreo del Ejército de los Estados Unidos, creyendo que las fuerzas aéreas habían dejado obsoletas todas las armadas del mundo, afirmó ante el Congreso de los EE. UU. que «se pueden construir y operar mil aviones bombarderos por el precio de un acorazado» y que un escuadrón de esos bombarderos podía hundir un acorazado, haciendo más eficiente el uso de los fondos gubernamentales. Esto enfureció a la armada de los EE. UU., a pesar de lo cual se le permitió a Mitchell realizar una serie de cuidadosas pruebas con la armada y bombarderos del cuerpo de Marines. En 1921 bombardeó y hundió numerosos barcos, incluido el «insumergible» acorazado alemán de la Primera Guerra Mundial Ostfriesland y el pre-dreadnought americano Alabama.
Aunque Mitchell había requerido «condiciones de tiempo de guerra», los barcos que hundió estaban obsoletos, inmóviles, sin defensas y sin control de daños. Además, el hundimiento del Ostfriesland fue acompañado de la violación de un acuerdo que habría permitido a los ingenieros de la armada examinar los efectos de varias municiones, pues los aviadores de Mitchell hicieron caso omiso de lo acordado y hundieron el buque en cuestión de minutos en un ataque coordinado. Mitchell luego declaró de cara a los titulares periodísticos: «Ningún navío de superficie puede existir allí donde pueden atacarle fuerza aéreas que actúan desde bases en tierra». Aunque lejos de ser concluyentes, las pruebas de Mitchell fueron relevantes porque puso un paso por detrás a los defensores del acorazado frente a la aviación naval. El contralmirante William A. Moffett utilizó la opinión pública contra Mitchell para avanzar hacia la expansión del naciente programa de portaaviones de la armada norteamericana.

### Rearme
Las armadas del Reino Unido, EE. UU. y el Imperio del Japón ampliaron y modernizaron extensivamente sus acorazados de la época de la Primera Guerra Mundial durante la década de 1930. Entre las nuevas características estuvieron el incremento de la altura y estabilidad de las torres de los telémetros (para el control de tiro), más blindaje (especialmente en las torretas) y armas antiaéreas adicionales. Algunos barcos británicos recibieron una gran superestructura en forma de bloque, apodada «Castillo de la Reina Ana», caso del Queen Elizabeth y el Warspite, y que también fue usada en las torres de mando de los acorazados rápidos clase King George V. Se le añadieron bulgues antitorpedo tanto para mejorar la flotabilidad y contrarrestar el aumento de peso como para conseguir protección submarina contra minas y torpedos. Los japoneses reconstruyeron todos sus acorazados y cruceros de batalla con distintivas estructuras en forma de pagoda, y el Hiei fue dotado con una torre más moderna que influiría en los nuevos acorazados clase Yamato. También se le añadieron bulgues y un conjunto de tubos de acero para mejorar la protección submarina y vertical en la línea de flotación. En Estados Unidos experimentaron con mástiles de jaula y más tarde con mástiles en forma de trípode, aunque después del ataque a Pearl Harbor algunos de los barcos más dañados, como el West Virginia y el California, se reconstruyeron de manera similar a sus contemporáneos clase Iowa con los mástiles torre. El radar, efectivo más allá del contacto visual, en la oscuridad y con mal tiempo, fue introducido como complemento del control de tiro.

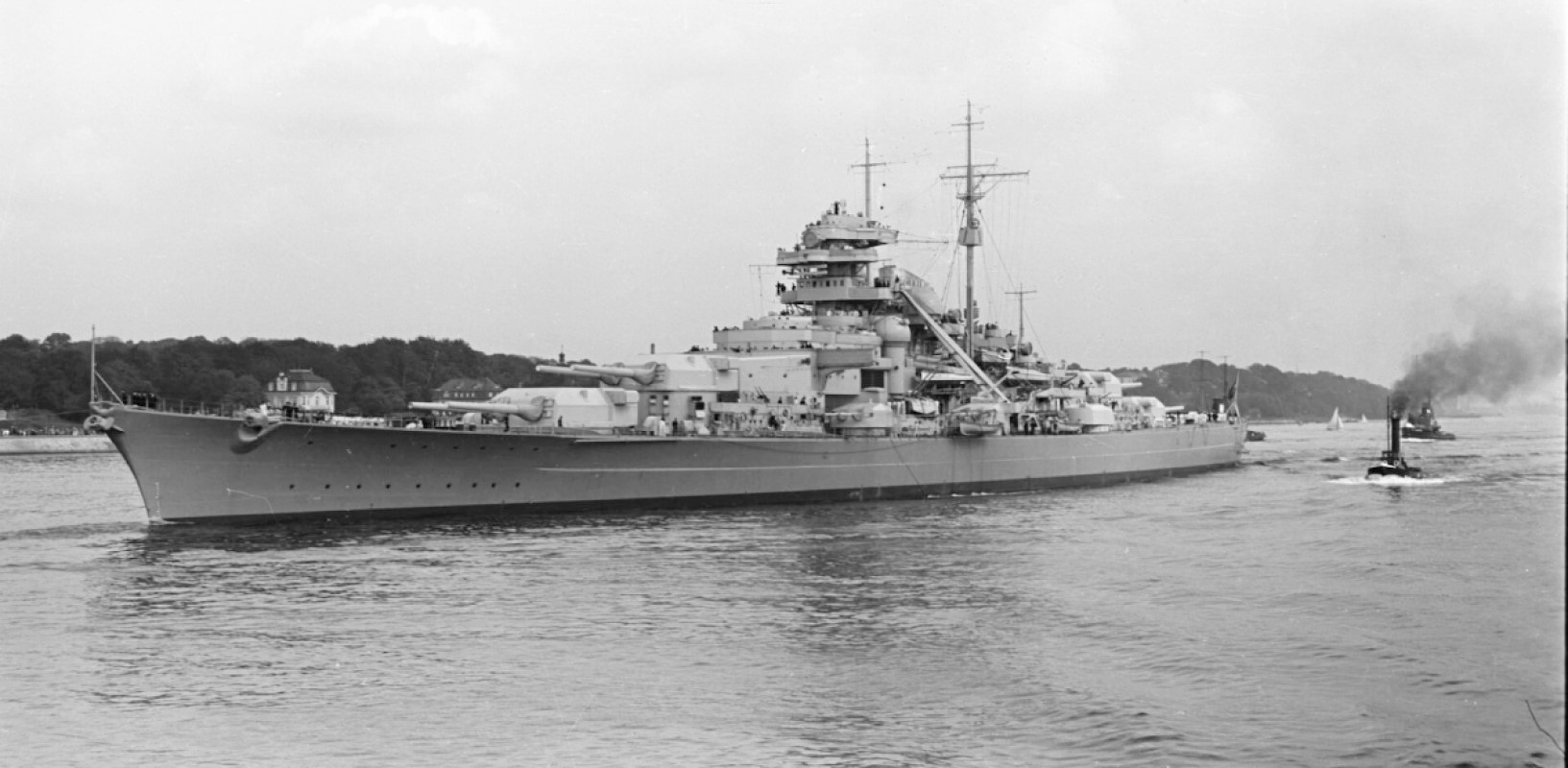
El acorazado alemán Bismarck.

Incluso con la amenaza de guerra de nuevo a fines de los años 1930 la construcción de acorazados no alcanzó la importancia que había tenido en los años previos al primer conflicto global. La posición estratégica había cambiado y el patrón en la construcción impuesto por los tratados navales llevaron a la reducción de la capacidad constructiva de los astilleros de todo el mundo.
En Alemania el ambicioso Plan Z de rearme naval fue abandonado en favor de una estrategia de guerra submarina complementada con el uso de cruceros de batalla y los acorazados clase Bismarck como corsarios del comercio. En el Reino Unido la necesidad más apremiante era la defensa aérea y la escolta de convoyes para salvaguardar a la población de los bombardeos y la hambruna, y los planes de rearme naval consistieron en la construcción de cinco acorazados clase King George V. Fue en el Mediterráneo donde las armadas estuvieron más comprometidas con la guerra de acorazados. Francia tenía previsto construir seis acorazados de las clases Dunkerque y Richelieu, e Italia dos buques clase Littorio. Ninguna marina militar optó por construir portaaviones, y la armada norteamericana solo destinó unos fondos limitados hasta la clase South Dakota. Japón también dio prioridad a los portaaviones, aunque por otra parte comenzó a trabajar en los enormes acorazados clase Yamato, el tercero de los cuales, Shinano, fue reconvertido en portaaviones y el cuarto cancelado.

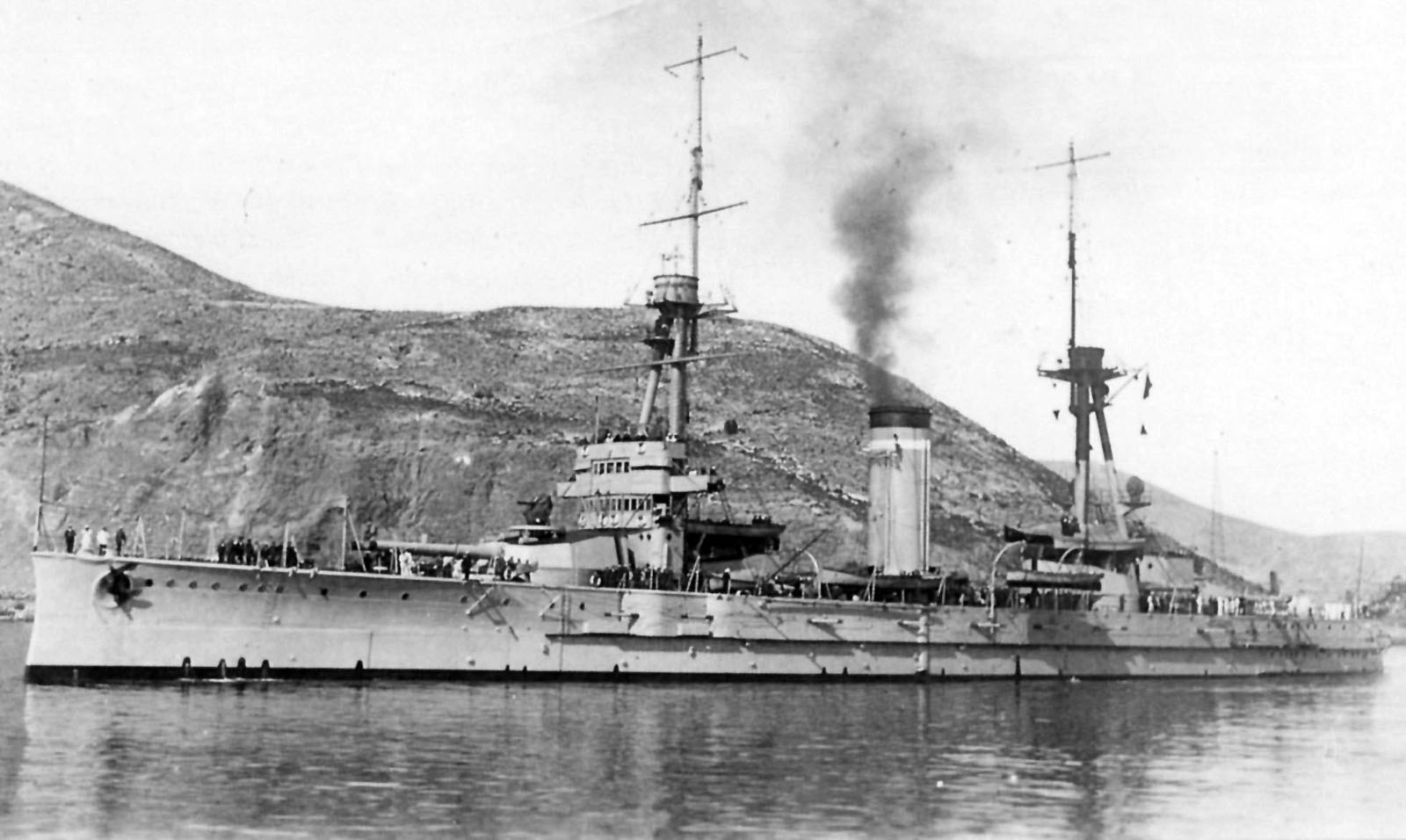
El acorazado español Alfonso XIII (1915) en una foto de principios de la década de 1920.

Al estallido de la guerra civil española la armada española contaba solo con dos acorazados dreadnought, el España y el Jaime I. El España, originalmente llamado Alfonso XIII, estaba entonces en la reserva en la base naval de Ferrol y cayó en manos de los Nacionalistas en julio de 1936. La tripulación del Jaime I mató a sus oficiales, se amotinó y se unió a la Armada republicana. Con ello, cada bando de la guerra contaba con un acorazado, aunque la armada republicana en general carecía de oficiales experimentados. Los acorazados españoles se limitaron principalmente a bloquearse mutuamente, escoltar convoyes y realizar bombardeos de costa, y raramente se vieron implicados en combate contra otras unidades de superficie. En abril de 1937 el España chocó contra una mina marina colocada por fuerzas amigas y se hundió con escasa pérdida de vidas. En mayo de 1937 el Jaime I fue dañado por ataques aéreos nacionalistas, y se vio obligado a volver a puerto para ser reparado, donde recibió nuevos impactos de bombas lanzadas por aviones. Se decidió por ello remolcarlo a un puerto más seguro, pero durante el trayecto el acorazado sufrió una explosión interna que mató a 300 personas y causó su pérdida total. En el bloqueo de no intervención de la guerra civil participaron varios buques capitales alemanes e italianos. El 29 de mayo de 1937 dos aviones republicanos bombardearon el acorazado de bolsillo alemán Deutschland en Ibiza, causándole graves daños y numerosos muertos. Su buque gemelo Admiral Scheer tomó represalias bombardeando el puerto de Almería, donde provocó cuantiosos destrozos. El llamado incidente del Deutschland significó el fin del apoyo italiano y alemán a la no-intervención.

## Segunda Guerra Mundial

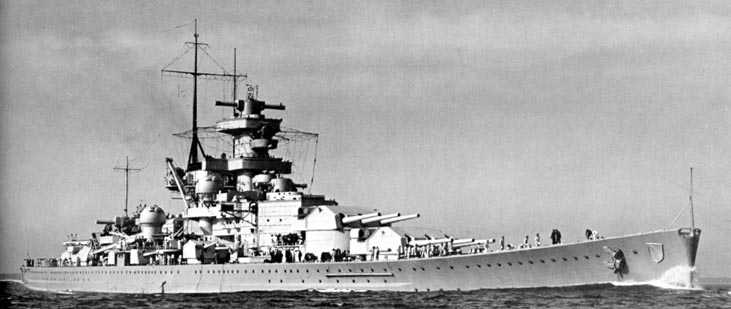
El acorazado alemán Scharnhorst. Junto a su buque gemelo Gneisenau hundió el portaaviones británico Glorious el 8 de junio de 1940 frente a las costas de Noruega.

El acorazado alemán Schleswig-Holstein, un obsoleto pre-dreadnought, realizó los primeros disparos de la Segunda Guerra Mundial en el bombardeo de la fortaleza polaca de Westerplatte en la madrugada del 1 de septiembre de 1939 y la firma de la rendición del Imperio del Japón en dicho conflicto se produjo a bordo del acorazado estadounidense Missouri. Entre estos dos eventos había quedado muy claro que los portaaviones eran los nuevos buques principales de las flotas y que los acorazados habían sido relegados a un rol secundario.
Los acorazados jugaron papeles importantes en grandes combates en los teatros de guerra del Atlántico, el Pacífico y el Mediterráneo. En el Atlántico los alemanes usaron sus acorazados como solitarios corsarios del comercio, mientras que los combates entre buques de guerra tuvieron poca importancia estratégica. La batalla del Atlántico se libró entre destructores o fragatas y submarinos, y la mayoría de enfrentamientos decisivos entre las flotas en el Pacífico fueron determinados por los portaaviones.
En el primer año de la guerra los buques acorazados desafiaron la predicción de que serían los aviones los que dominaran la guerra naval. Los acorazados alemanes Scharnhorst y Gneisenau sorprendieron y hundieron al portaaviones británico Glorious frente a las costas occidentales de Noruega en junio de 1940, acción que, sin embargo, fue la última ocasión en que un portaaviones de la flota era hundido por artillería de superficie. En el ataque a Mers el-Kebir, en julio de 1940, acorazados británicos abrieron fuego con sus cañones principales contra los acorazados franceses leales al gobierno de Vichy anclados en el puerto de Mazalquivir, Argelia, y después persiguieron con portaaviones a los buques franceses que consiguieron huir.

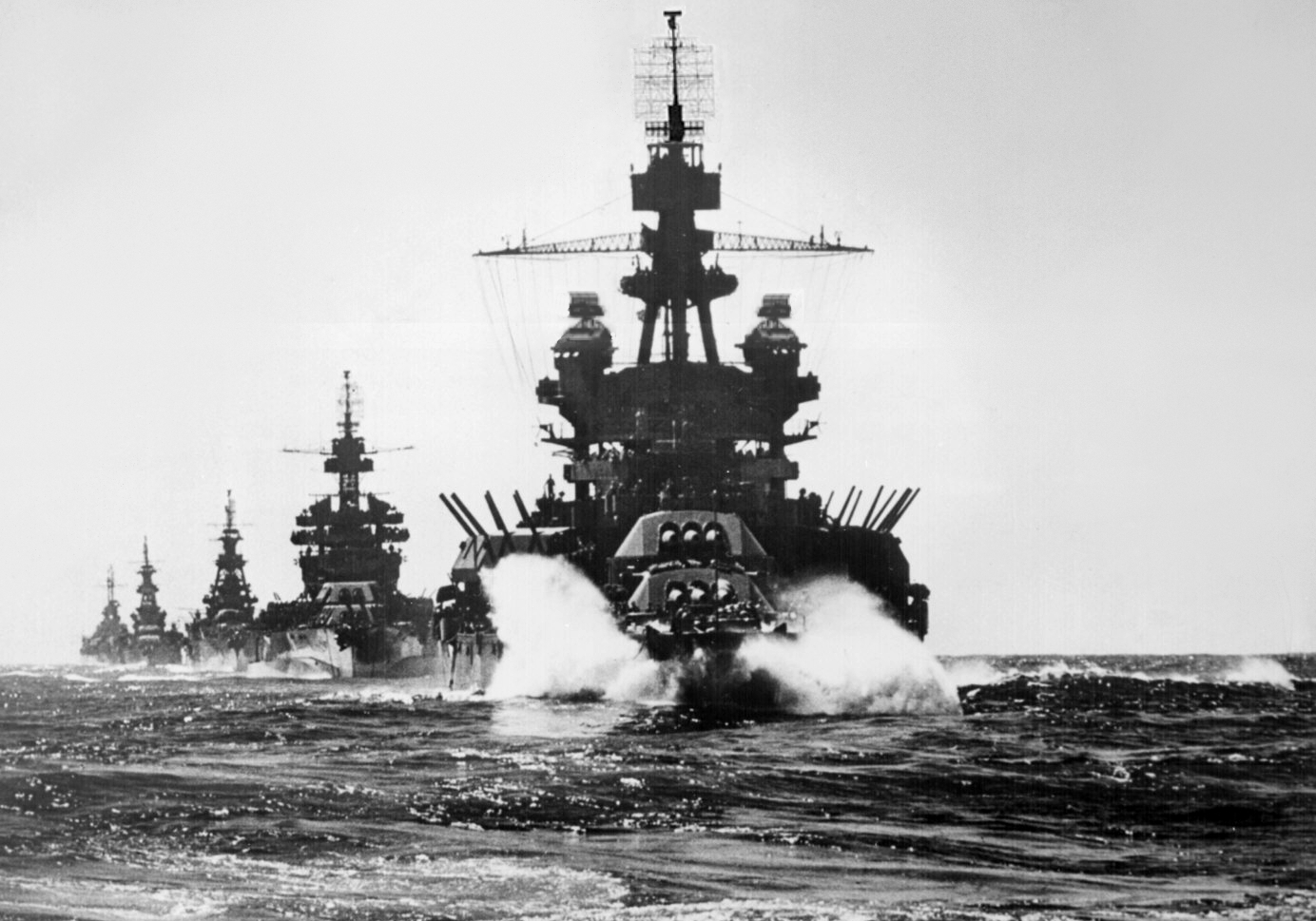
El acorazado USS Pennsylvania encabezando una formación de buques de guerra estadounidenses en el golfo de Lingayen, en Filipinas, en enero de 1945.

En el resto de la guerra se vieron muchas demostraciones de la madurez del portaaviones como arma naval estratégica y su potencial contra los acorazados. El ataque aéreo británico a la base naval italiana de Tarento hundió un acorazado y dañó dos más, y los mismos aviones torpederos Swordfish que llevaron a cabo esta acción fueron decisivos en la caza y hundimiento del acorazado corsario alemán Bismarck.
El 7 de diciembre de 1941, el Imperio del Japón lanzó un ataque sorpresa a la base naval estadounidense de Pearl Harbor, en el archipiélago pacífico de Hawái. En muy poco tiempo, cinco de los ocho acorazados estadounidenses presentes en el puerto fueron hundidos y el resto dañados. Sin embargo, los portaaviones de la flota americana estaban en el mar y evitaron ser detectados, y fueron estos barcos los que más tarde se ocuparon de la lucha y cambiaron el curso de la guerra en el Pacífico. El hundimiento del acorazado británico Prince of Wales y su escolta, el crucero de batalla Repulse, por parte de aviones bombarderos y torpederos nipones el 10 de diciembre de 1941 demostró la vulnerabilidad de los acorazados frente a fuerzas aéreas mientras estaban en el mar sin suficiente cobertura aérea, demostrando finalmente el argumento esgrimido por Mitchell en 1921.
En muchas de las primeras batallas cruciales del Pacífico, como en el Mar del Coral y Midway, los acorazados estuvieron ausentes o eclipsados por la estrategia de los portaaviones de lanzar oleadas de aviones para atacar a cientos de km de distancia. En las últimas batallas del Pacífico, los acorazados llevaron a cabo primordialmente bombardeos de costa en apoyo de desembarcos anfibios y también proveyeron defensa antiaérea como escoltas de portaaviones. Incluso los acorazados más grandes y poderosos jamás construidos, los clase Yamato japoneses, armados con nueve cañones de 460 mm y diseñados como arma estratégica principal, nunca tuvieron la oportunidad de demostrar su potencial en una batalla decisiva, como las que figuraban en los planes japoneses previos a la guerra.

Acorazado Yamato (1941)
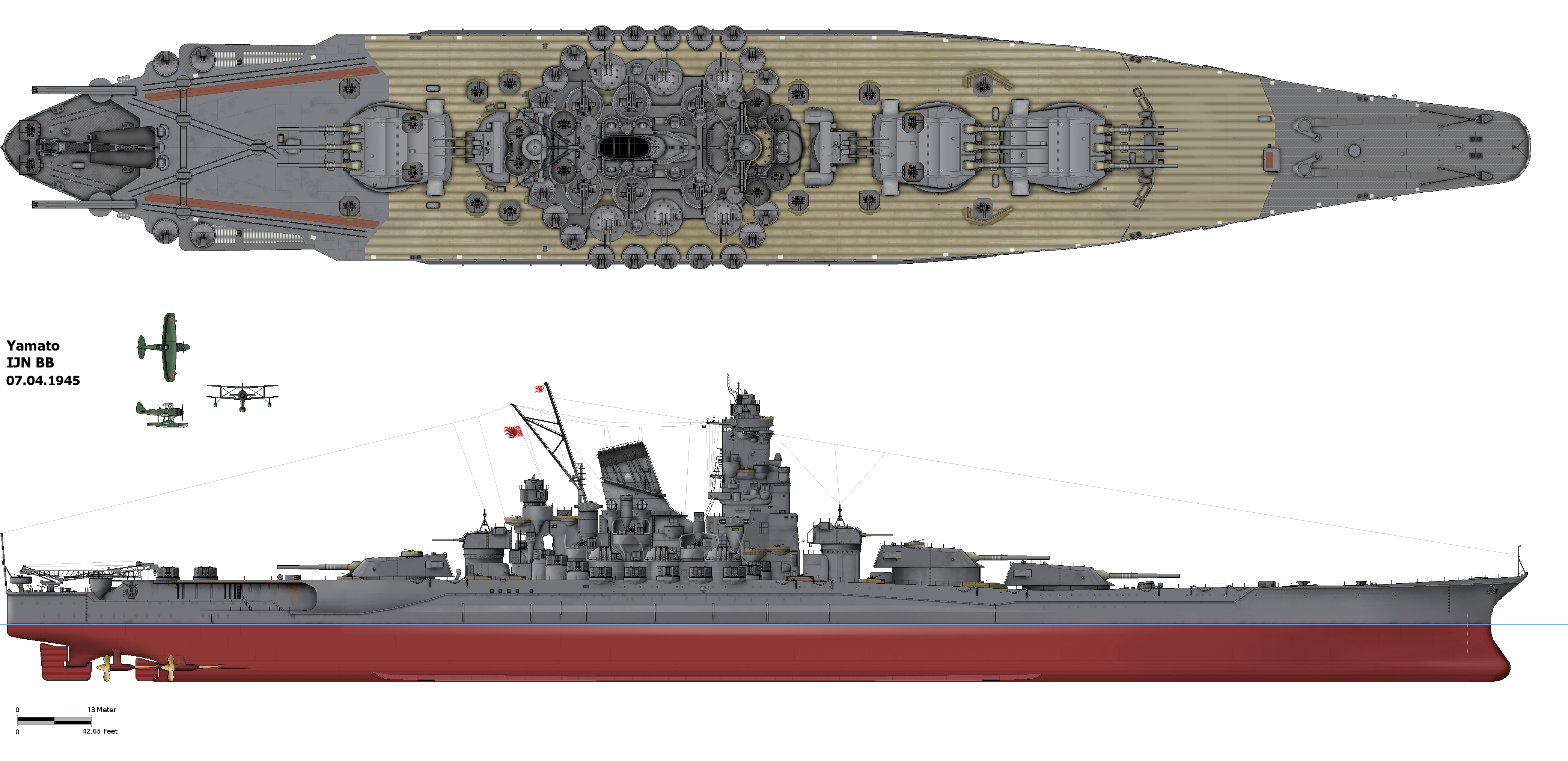
Dibujo del Yamato con su configuración en 1945.
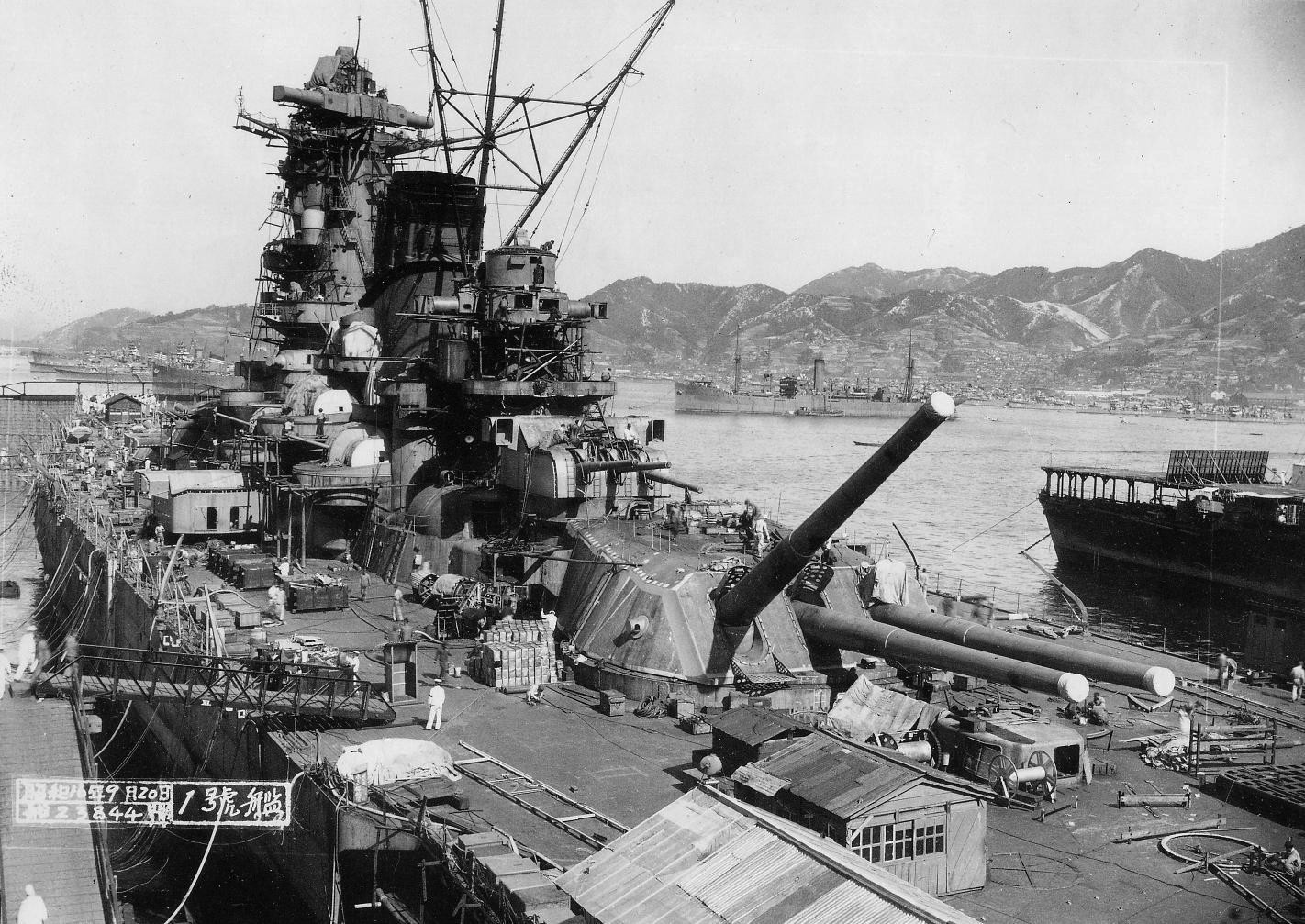
Sus cañones de 460 mm, el mayor calibre jamás embarcado.
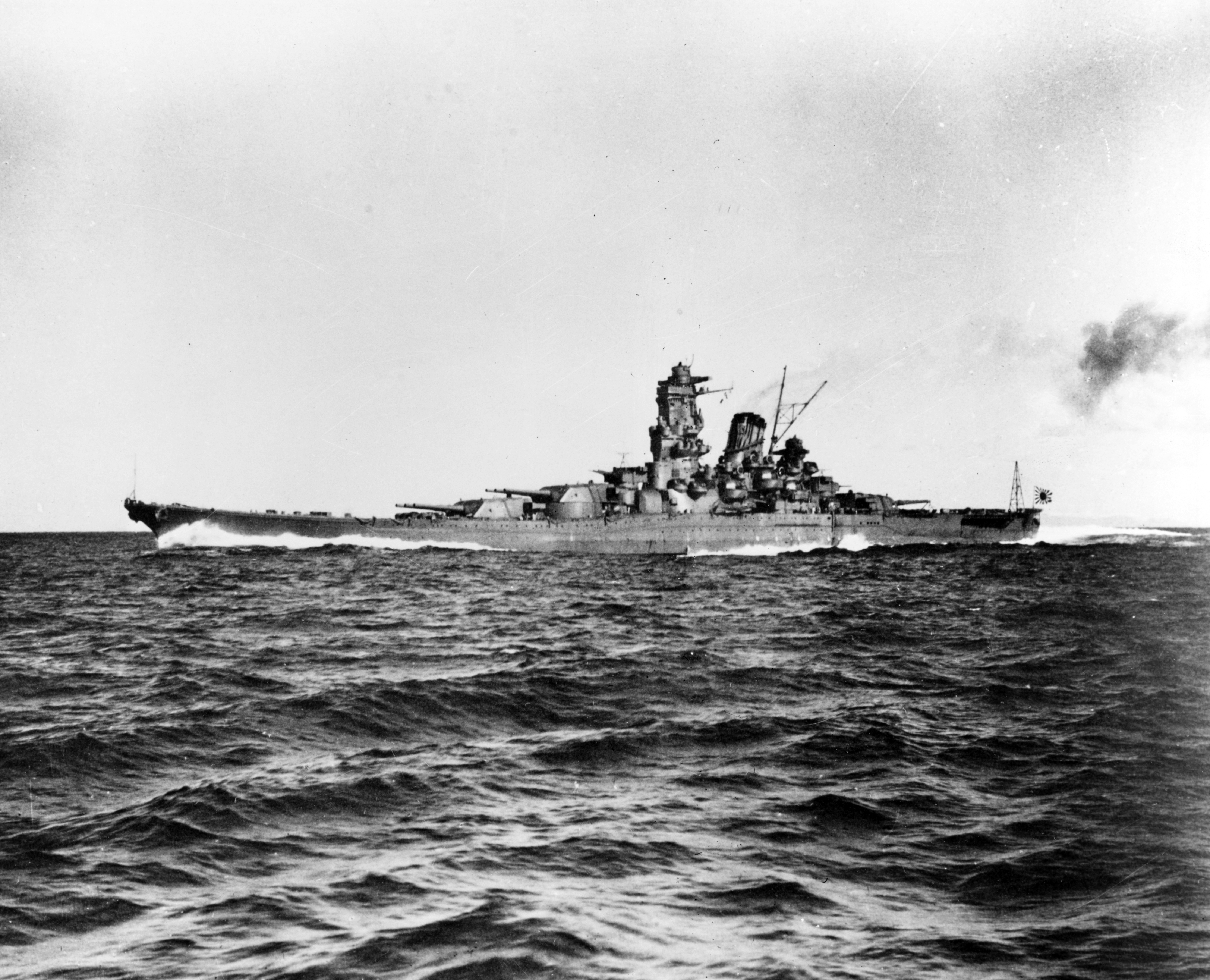
Realizando las pruebas de mar.

El último enfrentamiento de acorazados de la historia fue la batalla del estrecho de Surigao el 25 de octubre de 1944, en la que un grupo de acorazados norteamericanos técnica y numéricamente superiores destrozó un grupo de acorazados japoneses con los disparos de sus cañones después de que estos hubieran sido devastados por el ataque de torpedos lanzados desde destructores. Todos los acorazados norteamericanos presentes en este combate, menos uno, habían sido hundidos en Pearl Harbor y luego reflotados y reparados. Cuando el Mississippi disparó su última salva ese día se hizo el último ataque de un acorazado contra otro buque de guerra, y sin saberlo estaba «disparando un saludo funeral a una era de la guerra naval que llegaba a su final». Unos seis meses después el poderoso acorazado japonés Yamato era enviado a su última y suicida misión contra fuerzas de los EE. UU. y hundido por un masivo ataque aéreo lanzado desde portaaviones estadounidenses.

## Guerra Fría

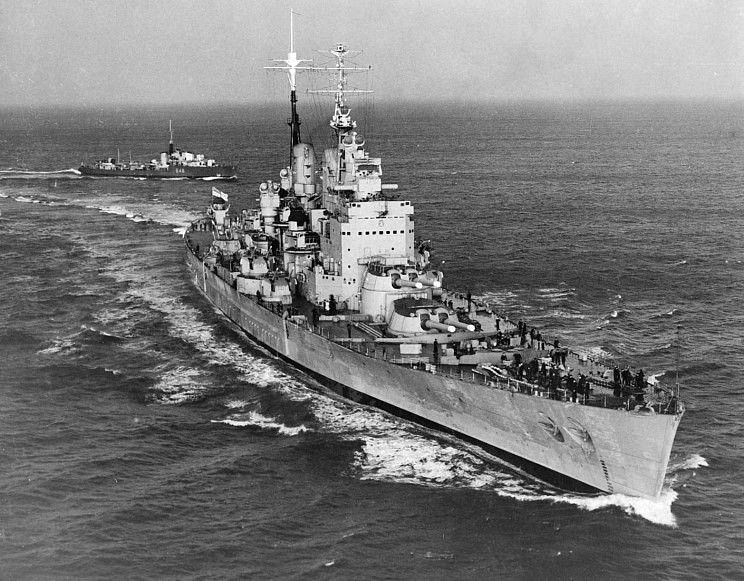
El británico HMS Vanguard, el último acorazado en ser puesto en servicio en el mundo.

Tras el fin de la Segunda Guerra Mundial, muchas armadas mantuvieron sus acorazados, aunque ya no eran activos militares estratégicamente dominantes. De hecho, pronto se hizo evidente que ya no merecía la pena el elevado coste de su construcción y mantenimiento, por lo que tras el conflicto mundial solo fue puesto en servicio un nuevo acorazado, el británico HMS Vanguard en 1946. Durante la guerra había quedado demostrado que los combates de acorazado contra acorazado, como en el Golfo de Leyte o el hundimiento del Hood, eran la excepción en lugar de la regla, y que el papel de los combates aéreos se incrementaría aún más, haciendo irrelevante el armamento de grandes cañones. El blindaje de los acorazados también quedó en nada contra los ataques nucleares, pues los destructores soviéticos clase Kildin y los submarinos clase Whiskey podían disparar misiles tácticos con un alcance de 100 km o más. A fines de la década de 1950, muchos tipos menores de buques que antes no ofrecían oposición digna de mención, ahora eran capaces de eliminar poderosos acorazados.
Los acorazados restantes encontraron variados roles. El USS Arkansas y el Nagato fueron hundidos durante las pruebas nucleares de la Operación Crossroads en 1946. Ambos buques se mostraron resistentes a las explosiones nucleares en la superficie, pero vulnerables a las submarinas. El italiano Giulio Cesare fue capturado por los soviéticos, que lo repararon y renombraron Novorossiysk, pero acabó hundido el 29 de octubre de 1955 en el mar Negro tras chocar con una mina marina plantada por los alemanes. Los dos acorazados clase Andrea Doria fueron desguazados en 1956, mismo final que tuvieron los franceses Lorraine, en 1954, Richelieu, en 1968, y Jean Bart, en 1970. Los cuatro buques británicos clase King George V supervivientes fueron desguazados en 1957, y el Vanguard en 1960. El resto de acorazados británicos habían sido vendidos o desguazados ya en 1949. El Petropavlovsk soviético también fue desguazado en 1953, y el Sevastopol y el Oktyabrskaya Revolutsiya en 1957. El Minas Gerais de Brasil resultó desguazado en Génova en 1953 y su gemelo São Paulo acabó hundido en el Atlántico en 1951 durante una tormenta cuando viajaba a Italia para afrontar el mismo destino.
Argentina mantuvo sus dos acorazados de la clase Rivadavia ARA Rivadavia y ARA Moreno hasta el año 1956 y Chile el Almirante Latorre (ex HMS Canadá) hasta 1959. El crucero de batalla turco Yavuz, antiguo Goeben alemán, fue desguazado en 1976 después de que su venta para regresar a Alemania fuera rechazada. Suecia tenía varios pequeños acorazados para defensa costera, uno de los cuales, el Gustav V, sobrevivió hasta 1970. Los soviéticos desmontaron varios acorazados incompletos en los años 1950 cuando los planes para construir varios cruceros de batalla clase Stalingrado fueron abandonados tras la muerte de Stalin. Tres viejos acorazados alemanes acabaron de igual modo: el Hessen fue capturado por la Unión Soviética, renombrado Tsel y desguazado en 1960, el Schleswig-Holstein recibió el nombre ruso Borodino y usado como buque objetivo hasta los años 60, mismo destino que tuvo el Schlesien, desguazado entre 1952 y 1957.

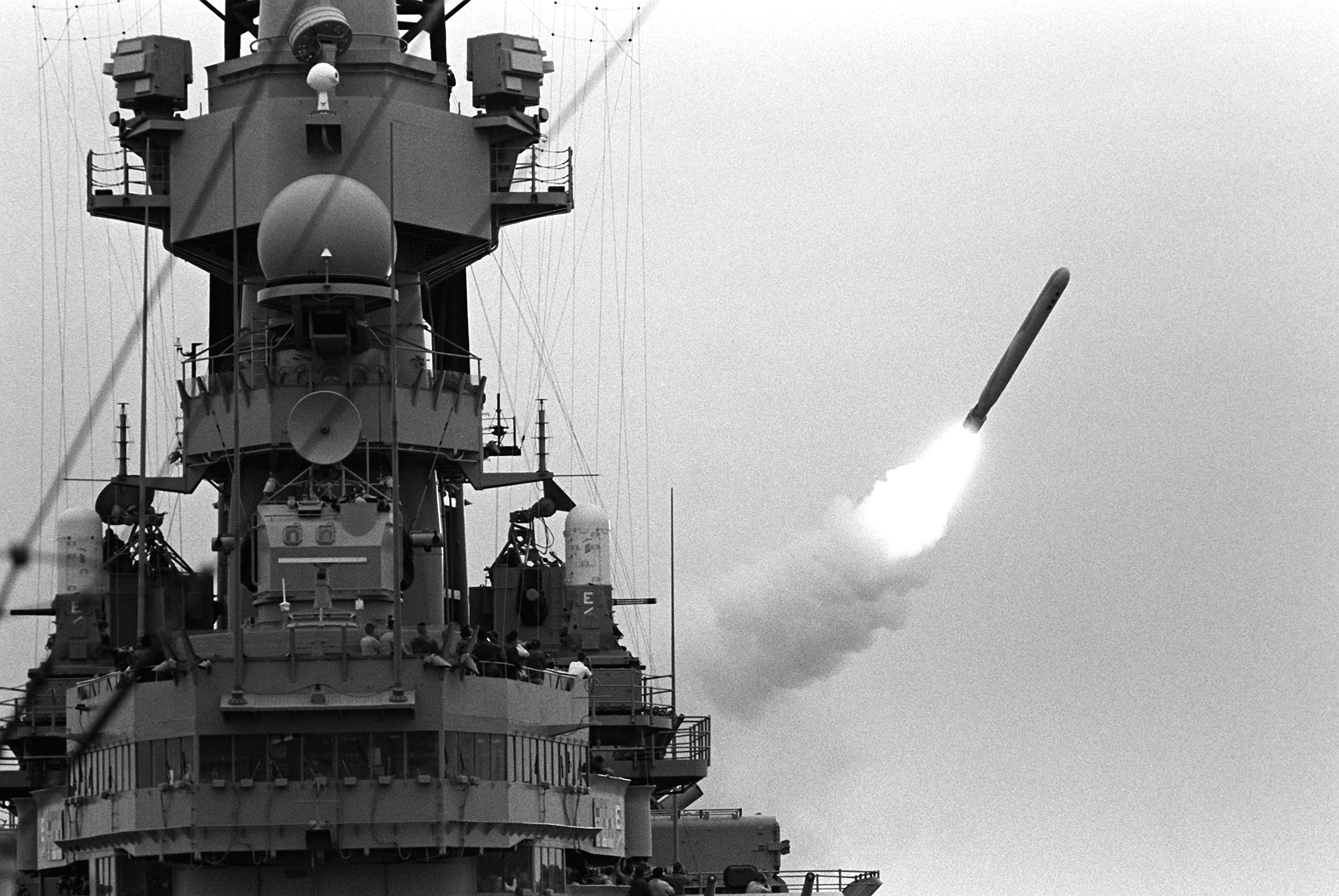
El acorazado estadounidense USS Missouri lanza un misil Tomahawk durante la Operación Tormenta del Desierto.

Los acorazados estadounidenses clase Iowa se ganaron una nueva vida en la armada norteamericana como buques de soporte artillero, pues con la ayuda del radar y el fuego controlado por ordenador, sus obuses podían ser dirigidos con precisión milimétrica hacia su objetivo. Estados Unidos puso de nuevo en servicio los cuatro clase Iowa para la guerra de Corea y el New Jersey para la de Vietnam. Este último acorazado fue empleado primordialmente para el bombardeo de costa y llegó a disparar 6000 obuses de sus cañones de 406 mm y unos 14 000 de los de 127 mm durante su servicio en primera línea, siete veces más que los que disparó en la Segunda Guerra Mundial.
Como parte del empeño de John Lehman, secretario de la Armada de los Estados Unidos, de construir una armada de 600 buques en la década de 1980, y en respuesta a la puesta en servicio del crucero de batalla soviético Kirov, los Estados Unidos volvieron a reactivar los cuatro clase Iowa. Los acorazados sirvieron en varias ocasiones como buques de apoyo en grupos de combate de portaaviones y lideraron sus propios grupos de combate. Todos fueron modernizados para lanzar misiles Tomahawk, arma que el New Jersey empleó para bombardear Líbano en 1983 y 1984, mientras que el Missouri y el Wisconsin abrieron fuego con sus baterías de 406 mm contra objetivos en tierra y misiles enemigos en el transcurso de la Operación Tormenta del Desierto en 1991. El Wisconsin sirvió como buque de comando de ataque con Tomahawk para el Golfo Pérsico y dirigió la secuencia de lanzamientos que marcaron el inicio de la Tormenta del Desierto, en la que disparó un total de veinticuatro Tomahawk en los dos primeros días de la campaña. En esta misión la principal amenaza para los acorazados fueron los misiles iraquíes tierra-tierra basados en la costa, pues el Missouri recibió el impacto de dos misiles Silkworm, además de uno cercano y otro que fue interceptado por el destructor británico HMS Gloucester.
Los cuatro clase Iowa fueron dados de baja a comienzos de la década de 1990, lo que los convirtió en los últimos acorazados en servicio activo. El Iowa y el Wisconsin fueron mantenidos hasta 2006 para poder entrar rápidamente en servicio como buques de soporte artillero, a la espera del desarrollo de un navío superior para este rol. Sin embargo, el cuerpo de Marines de los EE. UU. cree que el actual soporte artillero naval y programa de misiles no será capaz de proveer un adecuado fuego de apoyo para un asalto anfibio o las operaciones en tierra.

## En la actualidad

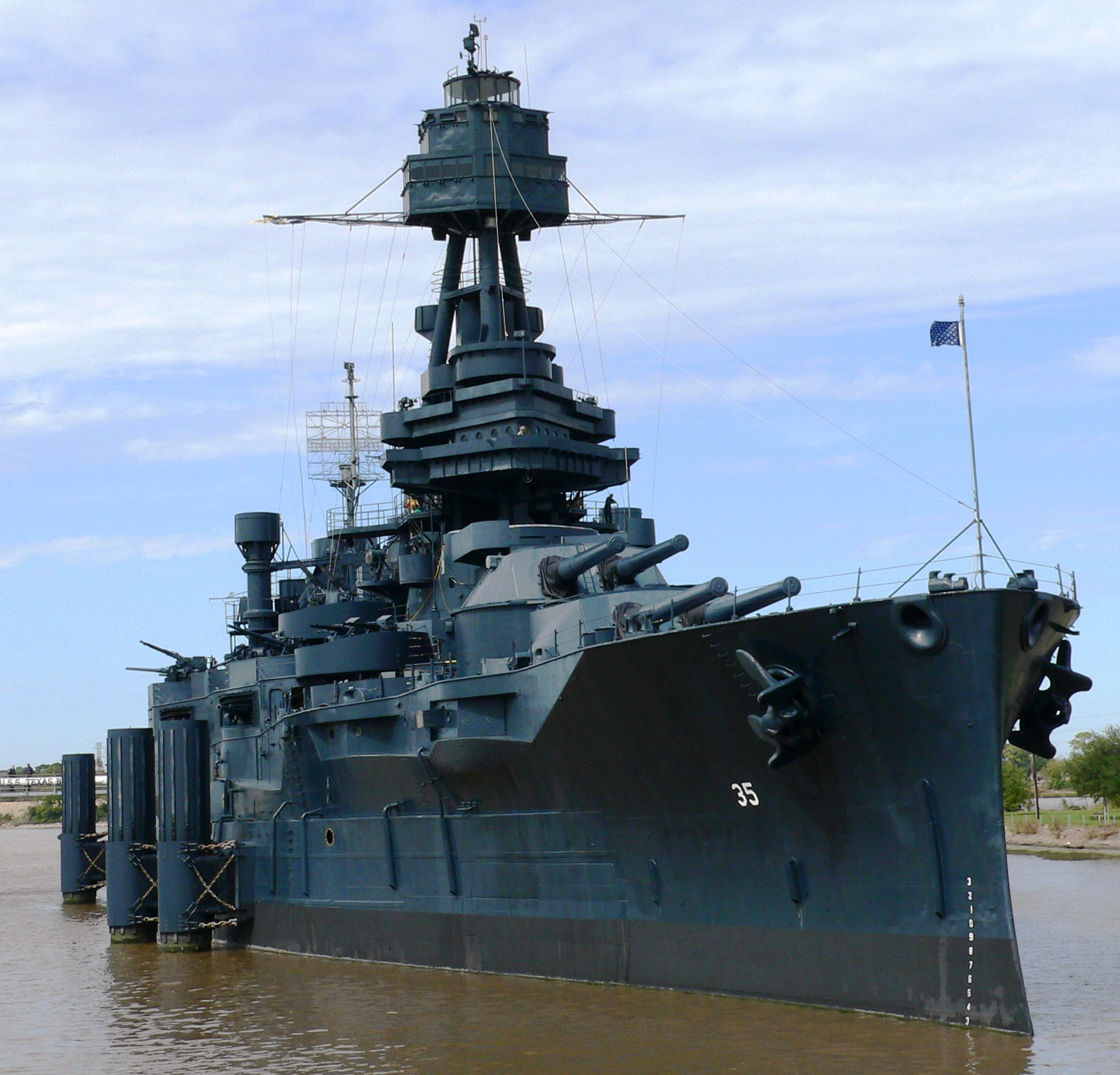
El Texas (1912) estadounidense es el único acorazado superviviente que data de la época del revolucionario HMS Dreadnought.

Con la baja de los últimos buques clase Iowa estadounidenses, ningún acorazado está en servicio en la actualidad en ninguna armada del mundo. Sin embargo, varios se conservan como barcos museo, tanto a flote como en dique seco. La mayoría se hallan en los Estados Unidos: USS Massachusetts, North Carolina, Alabama, Iowa, New Jersey, Missouri, Wisconsin y Texas. El Missouri y el New Jersey son ahora barcos museo en Pearl Harbor y Camden, respectivamente. El Wisconsin fue retirado del Registro de Navíos de la armada norteamericana en 2006 y ahora se conserva como museo en Norfolk (Virginia), y el Texas, el primero en ser convertido en museo, se halla en el sitio histórico de San Jacinto en La Porte (Texas). El North Carolina se puede visitar en Wilmington y el Alabama en Mobile. El único acorazado no estadounidense del siglo XX que se puede visitar es el pre-dreadnought Mikasa japonés, preservado en Yokosuka.

## Estrategia y doctrina

### Doctrina
Los acorazados fueron la encarnación del poder marítimo. Para el estratega naval estadounidense Alfred Thayer Mahan y sus seguidores, una armada fuerte era vital para el éxito de una nación, y el control de los mares esencial para la proyección de una fuerza en tierras extranjeras. La teoría de Mahan, propuesta en el libro publicado en 1890 The Influence of Sea Power upon History, 1660–1783, dictaba que el rol del acorazado era barrer al enemigo de los mares. Mientras que el trabajo de escolta, bloqueo y corso al comercio debía ser la tarea de cruceros y barcos más pequeños, la presencia del acorazado era una amenaza potencial para un convoy escoltado por cualquier tipo de barco que no fuera un buque capital.
Mahan influyó mucho en los círculos navales y políticos en la era de los acorazados y abogaba por la creación de grandes flotas con los acorazados más poderosos posibles. El trabajo de Mahan se desarrolló a fines de los años 1880 y una década después tuvo un gran impacto internacional porque fue adoptado por varias grandes armadas, como la británica, la estadounidense, la alemana y la japonesa. El peso de la opinión de Mahan fue importante en el desarrollo de la carrera de armamento naval protagonizada por los acorazados e igualmente decisiva en el acuerdo de los grandes poderes para limitar el número de acorazados en el período de entreguerras.
La simple posesión y existencia de acorazados podía condicionar a un enemigo superior en recursos e inclinar la balanza de un conflicto incluso sin entrar en combate, pues sugería que un poder naval inferior con una flota de acorazados podía tener un impacto estratégico importante.

### Tácticas
Mientras que el rol de los acorazados en ambas guerras mundiales reflejó las doctrinas de Mahan, los detalles de su despliegue militar fueron más complejos. A diferencia de los navíos de línea, los acorazados de fines del siglo XIX y principios del XX eran muy vulnerables a los torpedos y las minas marinas, armas usadas por barcos más pequeños y baratos. La escuela de pensamiento Jeune École de las décadas de 1870 y 1880 recomendaba desplegar buques torpederos junto a los acorazados con la finalidad de ocultarse tras estos hasta que el fuego de sus poderosos cañones dificultara la visibilidad al enemigo, momento en el que harían su aparición para lanzar los torpedos. Si bien esta táctica quedó obsoleta con el desarrollo de los propulsores de humo, la amenaza de los más capaces torpederos, y más tarde los submarinos, permaneció ahí. Para la década de 1890 la Real Armada británica había desarrollado los primeros destructores, inicialmente diseñados para interceptar y ahuyentar el peligro de los ataques torpederos. Durante la Primera Guerra Mundial y después los acorazados fueron raramente desplegados sin la cobertura de destructores.
La doctrina del acorazado puso su énfasis en la concentración de grupos de combate. Para que estas fuerzas concentradas fueran capaces de emplear su fuerza contra oponentes reacios al combate, o también para evitar el encuentro con una flota enemiga más poderosa, las flotas de batalla necesitaban medios para localizar barcos enemigos más allá de la línea del horizonte. Y esta capacidad fue proporcionada por fuerzas de exploración compuestas en diversos momentos por cruceros de batalla, cruceros, destructores, dirigibles, submarinos o aeronaves. Con el desarrollo y entrada en uso de la radio, los radares y el análisis del tráfico, incluso las estaciones costeras formaron parte de los grupos de batalla. Durante la mayor parte de su historia los acorazados operaron rodeados de escuadrones de destructores y cruceros. La campaña del mar del norte durante la Primera Guerra Mundial ilustra cómo, a pesar de su cobertura, la amenaza de minas y ataques con torpedos, y el retraso en integrar y dar uso correcto a las capacidades de las nuevas tecnologías, limitó seriamente las operaciones de la Gran Flota británica, la mayor fuerza de combate naval del mundo en su época.